# Armorial des barons de l'Empire
Cet article présente et décrit les armoiries des barons sous le Premier Empire.

## Baronsévêques
| Figure | Nom du baron et blasonnement |
| ------ | --- |
|        | Antoine-Louis Arrighi de Casanova (11 avril 1755 - Corte ✝ 28 décembre 1808), évêque d'Acqui (nommé le 3 août 1807, ordonné le 13 décembre suivant), baron de l'Empire, Écartelé : au 1, d'argent à trois barres de gueules, au comble d'azur chargé d'une étoile d'argent ; au 2, du quartier des barons évêques ; au 3 d'azur à la tour d'argent, ouverte, ajourée et maçonnée de sable, au bras du même issant d'une fenestre à sénestre, tenant une clef d'or en pal, et accostée à senestre d'un lion d'or rampant, armé et lampassé de gueules, saisissant la cléf de sa patte dextre, le tout soutenu d'une champagne de sinople ; au 4, d'or à un sphynx couché de sable, tenant un étendard à trois queues de cheval posé en barre aussi de sable; à la croix pourpre brochant sur l'écartelé, chargée de cinq étoiles d'argent. |
|        | Louis François de Bausset-Roquefort (14 décembre 1748 - Pondichéry ✝ 21 juin 1824 - Paris), évêque d'Alès (1784), chanoine de Saint-Denis, vice-recteur de la faculté des lettres de Paris (1809), baron de Bausset et de l'Empire, duc de Bausset (31 août 1817), pair de France (17 août 1815, duc-pair le 31 août 1817, lettres patentes du 8 janvier 1818), cardinal (28 juillet 1817), membre de l'Académie française (1816), - Armes de baron de l'Empire : D'azur, au chevron d'or, accompagné en chef de deux étoiles d'argent et en pointe d'un rocher de six coupeaux du même, mouvant de la pointe, ; au canton des barons-évêques brochant. - Armes de duc et pair de France : D'azur, au chevron d'or, accompagné en chef de deux étoiles d'argent et en pointe d'un rocher de six coupeaux du même, mouvant de la pointe. Devise: SOLA SALUS SERVIRE DEO., |
|        | Pierre-Ferdinand de Bausset-Roquefort (31 décembre 1757 - Béziers † 29 janvier 1829 - Aix-en-Provence), grand vicaire de l’archevêque d'Aix-en-Provence puis de l’évêque d'Orange, chanoine du chapitre d'Aix et, en 1808, évêque de Vannes (novembre 1807 - août 1817), baron de l'Empire (1808), archevêque d'Aix-en-Provence, Arles et Embrun (1817-1829), pair de France (1825), - Armes de baron de l'Empire : D'azur, au chevron d'or, accompagné en chef de deux étoiles d'argent et en pointe d'un rocher de six coupeaux du même, mouvant de la pointe,, à la bordure d'hermine ; au canton des barons-évêques brochant. - Armes de pair de France : D'azur, au chevron d'or, accompagné en chef de deux étoiles d'argent et en pointe d'un rocher de six coupeaux du même, mouvant de la pointe., |
|        | François II Bécherel (8 mars 1732 - Saint-Hilaire-du-Harcouët ✝ 25 juin 1815 - Valence (Drôme)), député du clergé aux États généraux (du 23 mars 1789 au 30 septembre 1791), évêque constitutionnel de la Manche (1791), évêque de Valence (Drôme) (de 1802 à 1815), chevalier de la Légion d'honneur le 5 juillet 1804, baron Bécherel et de l'Empire par lettres patentes du 18 juin 1809, De gueules à une croix d'argent ; au franc-quartier des barons évêques, entouré d'une filière d'or. |
|        | Louis Belmas (11 août 1757 - Montréal (Aude) † 21 juillet 1841), évêque constitutionnel de l'Aude (1801), évêque de Cambrai (1802-1841), baron de l'Empire, commandeur de la Légion d'honneur sous la monarchie de Juillet, De sable, à un olivier terrassé d'or, le fût tortillé d'un serpent d'argent, au chef du second, chargé de trois étoiles d'azur ; au canton des barons évêques brochant. |
|        | Étienne Antoine (de) Boulogne (26 décembre 1747 - Avignon † 13 mai 1825 - Paris), évêque de Troyes (1808-1825), archevêque de Troyes (1825), baron de l'Empire le 5 octobre 1808 avec droit de transmission à l'un de ses neveux, pair de France (31 octobre 1822, sans majorat de pairie), - Armes de baron de l'Empire : D'azur, à l'étoile d'or, soutenue de deux branches d'olivier du mesme passées en sautoir, en forme de couronne ; au canton des barons évêques de l'Empire, à la filière ou bordure diminuée d'or., Ou - De gueules, chargé d'une étoile d'or en abîme entre deux branches d'olivier au naturel, en sautoir, liées par un ruban d'argent ; au canton des barons évêques de l'Empire, à la filière ou bordure diminuée. |
|        | Charles III Brault (4 août 1752 - Poitiers † 25 février 1833 - Albi), évêque de Bayeux (1802-1823), archevêque d'Albi (1823-1829), baron Brault et de l'Empire (lettres patentes du 18 mars 1809), officier de la Légion d'honneur, Coupé : au Ier parti, d'argent à un agneau pascal d'azur et des barons évêques ; au IIe, de pourpre à une couleuvre d'or accostée à dextre et à senestre d'une colombe du même. |
|        | Maurice Jean Madeleine de Broglie (5 septembre 1766 - château de Broglie (Eure) † 20 juillet 1821 - Paris), évêque d'Acqui (1805-1807), évêque de Gand (1807-1821), prince de Broglie et du Saint-Empire, baron de l'Empire, aumônier de Napoléon Ier, D'or, au sautoir ancré d'azur (de Broglie) ; au canton des barons évêques de l'Empire brochant, |
|        | Jean-Baptiste Caffarelli (1763-1815), évêque de Saint-Brieuc, baron de l'Empire (lettres patentes signées à Saint-Cloud le 21 septembre 1808), légionnaire, D'argent, parti d'un trait de sable, le premier chargé à dextre d'un lion rampant de sable lampassé de gueules ; le deuxième coupé : le premier taillé d'argent et de gueules ; le deuxième tranché d'argent et de gueules ; le tout surmonté d'un comble cousu d'or ; quartier des barons évêques brochant sur le comble. |
|        | Marie-Jean-Baptiste de Chabot (1740-1819), membre du chapitre impérial de Saint-Denis, baron de l'Empire (lettres patentes signées à Saint-Cloud le 10 septembre 1808) D'or à trois chabots d'azur posés en fasce deux et un, quartier des barons-évêques brochant sur le tout. |
|        | Pierre Dupont de Poursat (°3 juin 1761 - Chabanais † 17 septembre 1835 - Coutances), évêque de Coutances (7 mai 1807 - 1835), baron Dupont de Poursat et de l'Empire (lettres patentes du 24 février 1809, Paris), légionnaire (1er juin 1811), Selon ses lettres patentesÉcartelé : au premier d'azur à l'olivier d'or terrassé de même, sur le tronc duquel brochent les tables de la loi d'argent ; au deuxième des barons évêques ; au troisième de gueules au château fort d'or, maçonné, ouverte et maçonné de sable, la porte surmontée d'un écusson d'or chargé d'un P de sable ; au quatrième d'azur au pont de trois arches d'argent soutenu d'une rivière de même et surmonté de trois étoiles d'argent. Selon RietstapÉcartelé, au 1 d'azur aux tables de la loi d'argent, brochant sur le fût d'un arbre d'or terrassé de même ; au 2 de gueules à la croix alaisée d'or (Baron Évêque) ; au 3 de gueules au château d'argent flanqué de deux tours ; au 4 d'azur au pont d'argent de trois arches, sur une rivière de même et trois étoiles rangées en chef. Selon Aymar de Saint-SaudÉcartelé : au 1 d'azur à l'olivier d'or terrassé du même sur le tronc duquel s'appuient les Tables de la Loi d'argent ; au 2 des barons-évêques ; au 3 de gueules à la porte-de-ville d'argent, la porte de sable, surmontée d'un écu chargé d'un P de sable ; au 4 d'azur au pont à 3 arches sur une rivière et surmonté de 3 étoiles, le tout d'argent. |
|        | Étienne Célestin Enoch (22 novembre 1739 - Hénin-Liétard † 19 mai 1825 - Saint-Denis), évêque de Rennes (1805-1819), puis chanoine de Saint-Denis, membre de la Légion d'honneur, baron de l'Empire (16 décembre 1810), - Armes portés de 1805 à 1810 : D’azur chargé de ses initiales E.C.E entrelacées d’argent. Écu timbré d'une crosse et d'une mitre et sommé d'un chapeau à dix houppes,. - Armes de baron de l'Empire (1810) : De sable à trois bourdons de pèlerins en pal d'argent, au chef du même chargé de trois coquille de sable ; au canton des barons évêques brochant., |
|        | Gaspard-André Jauffret (13 décembre 1759 - La Roquebrussanne ✝ 12 mai 1823 - Paris), évêque de Metz (1806-1823), archevêque d'Aix-en-Provence (1811-1816), aumônier de Napoléon Ier, baron de l'Empire (10 septembre 1810), puis comte de l'Empire (23 février 1811), - Armes de baron de l'Empire : D'or au palmier de sinople terrassé du même, au comble d'azur chargé d'un croissant d'argent ; au canton des barons évêques brochant. |
|        | Jean-Denis-François Le Camus (Chartres, 28 février 1752 - Paris, 26 avril 1814), évêque d'Aix-la-Chapelle, baron Camus et de l'Empire (lettres patentes signées à Paris le 16 décembre 1810), légionnaire (15 août 1810), D'azur semé d'étoiles d'argent sans nombre ; franc-quartier des barons évêques. |
|        | François Antoine Lejéas (12 juillet 1744 - Paris † 16 avril 1827 - Bruxelles), vicaire général métropolitain de Paris, évêque de Liège (1809-1815), chevalier Lejéas et de l'Empire avec transmission à l'un de ses neveux (lettres patentes de mai 1808), baron Lejéas et de l'Empire (lettres patentes du 3 mai 1809), chevalier de la Légion d'honneur, - Armes du chevalier Lejéas et de l'Empire (1808) : De gueules au chevron d'or accompagné en chef de deux étoiles d'argent, au pal de gueules brochant chargé du signe des chevaliers légionnaires., - Armes du baron Lejéas et de l'Empire (1809) : De gueules au chevron d'or accompagné en chef de deux étoiles d'argent, au franc-quartier des barons évêques., |
|        | Balthasard Parfait André Étienne Martin Maurel (ou Morel) de Mons (18 avril 1752 - Aix-en-Provence † 4 octobre 1830 – Avignon), évêque de Mende (1805-1821), évêque d'Avignon (1821-1822), archevêque d'Avignon (1822-1830), baron de l'Empire le 6 juin 1808 avec droit de transmission à l'un de ses neveux, pair de France (5 novembre 1827), - Armes des Maurel de Mons et Morel de Volonne : D'or, à un cheval cabré de sable, au chef d'azur, chargé de trois étoiles du champ., - Armes de baron de l'Empire : Coupé : au I, parti d'azur à trois étoiles d'or et du quartier des barons évêques de l'Empire bordé d'une filière d'argent ; au II, d'or au cheval cabré de sable. |
|        | Jules César Pallavicini (1er janvier 1741 - Bastia ✝ 13 mai 1819), membre de la Société de Jésus (2 juin 1759), ordonné prêtre jésuite (26 août 1770), Évêque de Luni et Sarzana (it) (24 septembre 1804, ordonné évêque le 24 septembre suivant - 1819), baron Pallavicini et de l'Empire (1810), chevalier de la Légion d'honneur, Cinq points d'or équipolés de quatre d'azur, au comble du premier chargé de deux croisettes de sable ; au canton des barons évêques brochant. |
|        | Joseph Pisani de la Gaude (14 mars 1743 - Aix-en-Provence † 23 février 1826 - Namur), évêque de Vence (1784-1790), évêque de Namur (1804-1826), baron de l'Empire, D'or à l'arbre arraché de sinople, au chef d'azur chargé de trois étoiles d'or ; au canton des baron évêques brochant. |
|        | Henri Reymond (16 novembre 1737 - Vienne (Dauphiné) † 20 février 1820 - Dijon), évêque constitutionnel de l'Isère (Grenoble) (1792-1802), évêque de Dijon (1802-1820), baron de l'Empire (1808), chevalier de la Légion d'honneur (1808), - Armes du baron Reymond et de l'Empire (Reymond ne semble pas avoir fait usage de ces armes octroyées par lettres patentes) : Fuselé de sinople d'or au franc-quartier de baron évêque.On trouve dans l' Armorial des prélats français du XIXe siècle : fretté de sinople et d'or au franc-quartier des barons-évêques. - Armes sous la Restauration française : D'azur à la croix grecque d'argent surmontée d'une bélière du même. (On trouve aussi la croix trèflée et sans bélière). |
|        | Claude-Louis Rousseau (Paris, 2 novembre 1735 – Blois, 7 octobre 1810), évêque de Coutances (1802-1807), évêque d'Orléans (1807-1810), baron Rousseau et de l'Empire (lettres patentes de mai 1808, Bayonne), légionnaire, Tiercé en pal de sinople, d'argent et de sable sur le sinople d'un coq passant d'or sur l'argent de trois scarabées de sable rangés en pals brochant sur le tout, quartier des barons évêques. (« Alias » : Tiercé en pal : de sinople au coq d'or ; d'argent à 3 scarabées de sable en pal ; de sable plein ; au franc canton de baron-évêque.). On trouve aussiAbeilles au lieu de scarabées. Son sceau à impression donne des fourmis ailées. Sur son tombeau, au cimetière de Blois, on a figuré des abeilles ; on a fait aussi, pour la troisième partition, des hachures diagonales, ce qui donne en héraldique la sanguine, émail inusité en France. |
|        | Louis Sébastiani de La Porta (15 mars 1743 - La Porta-d'Ampugnani ou Polveroso † 9 décembre 1831 - Ajaccio), Évêque d'Ajaccio (1802-1831), baron de l'Empire (14 juin 1810), Écartelé : aux 1 et 4, d'azur au griffon d'or, armé et lampassé de gueules (Sébastiani de La Porta) ; au 2, du quartier des barons évêques de l'Empire, au 3, d'or plein., |
|        | Jacques Raillon (Bourgoin (Dauphiné), 17 juillet 1762 – Hyères (Var), 13 février 1835), baron Raillon et de l'Empire (lettres patentes signées à Paris le 23 décembre 1810), officier de la Légion d'honneur (13 mai 1831), D'argent, à la bande d'azur chargée de trois colombes d'or ; franc-quartier des barons évêques., |
|        | Jean-Chrysostôme de Villaret, (27 janvier 1739 - Rodez † 9 mai 1824 - Paris), évêque d'Amiens (1802-1804), évêque d'Alexandrie (it) (1804-1805), Évêque de Casale Monferrato (it) (1805-1814), premier aumônier de Joseph Bonaparte, roi d'Espagne, chancelier de l'Université impériale, baron Villaret et de l'Empire, officier de la Légion d'honneur, D'azur au chevron d'or surmonté d'un comble cousu de gueules chargé de 2 étoiles d'argent, alias d'or, au franc-quartier des barons-évêques. |
|        | Jean-Évangéliste Zaepffel (3 décembre 1735 - Dambach † 17 octobre 1808 - Liège), évêque de Liège (1802-1809), baron de l'Empire, D'azur ; au chevron brisé d'hermines, surmonté d'une croix d'or, accompagné de trois pommes de pin d'or ; celle de la pointe plantée sur une montagne à trois coupeaux, le tout d'or au comble d'argent, semé de billettes de gueules ; quartier des barons évêques brochant sur le comble et l'une des pommes de pin. |

## Baronsministresemployés à l'extérieur
| Figure | Nom du baron et blasonnement |
| ------ | --- |
|        | François Charles Luce Didelot, (29 mars 1769 - Paris ✝ 1er novembre 1850 - Passy (Seine)), régisseur général adjoint à son père (1786), Jean-François Didelot, fermier général, inspecteur principal, gérant de la manufacture de tabac du Gros-Caillou (5 brumaire an V), préfet du Finistère (14 germinal an VIII : 4 avril 1800), préfet de l'Allier (23 janvier 1801), avant, la même année 1801, de faire partie des quatre premiers préfets du palais consulaire de la Malmaison, ministre plénipotentiaire près l'électeur de Wurtemberg (1809), ambassadeur en Danemark (1807), chambellan de l'Empereur (15 décembre 1811), préfet du Cher (12 mars 1813, maintenu à la première Restauration), préfet de la Dordogne (6 avril 1815 : Cent-Jours), préfet de l'Aude (24 février 1819), préfet de la Charente (19 juillet 1820), 1er baron Didelot et de l'Empire (30 août 1811), commandeur de la Légion d'honneur (25 prairial an XII), grand-croix de l'ordre royal de Dannebrog, De sable au sautoir gironné d'argent et de gueules de seize pièces, cantonné d'une étoile d'or en chef ; au canton des barons ministres employés à l'extérieur brochant. |
|        | Just Pons Florimond de Faÿ de La Tour-Maubourg (° 9 octobre 1781 - Paris † 23 mai 1837 - Rome), auditeur au conseil d'État, chargé d'affaires de France, en « service extraordinaire », près la « Sublime Porte », baron Defay de Latour-Maubourg et de l'Empire (décret du 6 avril 1813, lettres patentes du 16 mai 1813, Dresde), grand officier de la Légion d'honneur (20 novembre 1830), chevalier de l'ordre du Croissant, De gueules, à la bande d'or, chargée d'une fouine d'azur ; franc-quartier des barons ministres employés à l'extérieur, à la filière d'argent. |
|        | Charles-Frédéric Reinhard (2 octobre 1761, à Schorndorf - 25 décembre 1837, à Paris), diplomate et homme politique français d’origine allemande, commandeur de la Légion d'honneur (9 vendémiaire an XII (2 octobre 1803)), chevalier de l'Empire (24 février 1809), baron de l'Empire (31 décembre 1809), comte en 1815, pair de France (11 octobre 1832), - Armes de chevalier de l'Empire : Parti, au 1, d'or à la verge de sable tortillée d'un serpent de sinople, au 2, d'argent au guerrier casqué, cuirassé et armé d'azur, soutenu d'une terrasse de sinople et adextré d'un tertre du même chargé d'un R de sable ; au comble d'azur chargé d'un faucon essoré d'argent s'abattant sur un héron du même. Bordure de gueules du tiers de l'écu, chargée au 2e point en chef du signe des chevaliers légionnaires. - Armes de baron de l'Empire : Parti, au 1, d'or à la verge de sable tortillée d'un serpent de sinople, au 2, d'argent au guerrier casqué, cuirassé et armé d'azur, soutenu d'une terrasse de sinople et adextré d'un tertre du même chargé d'un R de sable ; au comble d'azur chargé d'un faucon essoré d'argent s'abattant sur un héron du même. Bordure de gueules du tiers de l'écu, chargée au 2e point en chef du signe des chevaliers légionnaires. Franc-quartier de baron ministre à l'extérieur brochant sur le tout au neuvième de l'écu. - Armes de comte et pair de France : Parti, au 1, d'or à la verge de sable tortillée d'un serpent de sinople, au 2, d'argent au guerrier casqué, cuirassé et armé d'azur, soutenu d'une terrasse de sinople et adextré d'un tertre du même chargé d'un R de sable (changement des émaux du parti). |
|        | Pierre-Louis Roederer (15 février 1754 - Metz ✝ 17 décembre 1835 à Bois-Roussel (Bursard, Orne), sénateur, conseiller d'État, ministre plénipotentiaire, comte d'Empire (1808), grand officier de la Légion d'honneur (6 décembre 1807), pair de France (2 juin 1815 (Cent-Jours) et 11 octobre 1832), Ecartelé : au I, d'azur, chargé d'un miroir d'or où se mire un serpent d'argent ; au II, de gueules, chargé d'une tête de lion arrachée d'argent ; au III, d'argent au saule arraché de sinople ; au IV, échiqueté d'or et d'azur., Ou, Ecartelé : au I, du quartier des comtes sénateurs ; au II, du quartier des barons ministres employés à l'extérieur ; au III, d'argent au saule arraché de ; au IV, du quartier des comtes conseillers d'État,. |

## Baronsjurisconsultes
| Figure | Nom du baron et blasonnement |
| ------ | --- |
|        | Jules Jean Baptiste Anglès (29 juillet 1778 - Grenoble † 16 janvier 1828 - château de Cornillon, Mably), auditeur au Conseil d'État (11 février 1806), intendant en Silésie (décembre 1806), à Salzbourg (avril 1809), à Vienne (juillet 1809), maître des requêtes au Conseil d'État (15 novembre 1809 - 7 avril 1813), ministre de la Police (gouvernement Provisoire de 1814), conseiller d'État (5 juillet 1814), député du département des Hautes-Alpes (22 août 1815), préfet de police de Paris (29 septembre 1815), ministre d'État, maire de Mably (Loire) (1826), baron Anglès et de l'Empire (lettres patentes du 15 novembre 1809), 1er comte Anglès (17 mars 1816), grand-croix de la Légion d'honneur, D’azur à la quintefeuille d’argent posée au canton dextre ; au canton des barons conseillers d'État brochant. |
|        | Anne Léonard Camille Basset de Châteaubourg (30 octobre 1781 - Lyon † 15 février 1852 - Villeneuve-le-Roi), auditeur au Conseil d'État (décret impérial du 11 mars 1806), sous-préfet de Corbeil (Essonne) (décret impérial du 16 avril 1808), préfet de la Vendée (décret impérial du 12 mars 1813), secrétaire général du ministère de l'Intérieur (décret impérial du 23 mars 1815), préfet de l'Oise (6 avril 1815), membre du Conseil général de l'Yonne, maire de Villeneuve-sur-Yonne, chevalier de l'Empire (décret de l’Empereur et lettres patentes du 15 août 1810), baron de l'Empire (lettres patentes et décret impérial du 27 septembre 1810), chevalier de la Légion d'honneur (ordonnance du 30 décembre 1814), D’azur à une fasce bretessée et contre-bretessée d’or, ; au canton des barons tirés du Conseil d'État brochant. |
|        | Henri Dupont-Delporte (°8 février 1783 - Boulogne-sur-Mer ✝ 1er septembre 1854 - Paris VIIIe), inspecteur général des vivres de la guerre (29 octobre 1807), préfet de l'Ariège (appelé le 27 juillet, en poste en septembre 1808 - 1810), du Taro (septembre 1810 - 1814), du Nord (12 mai 1815 (Cent-Jours)), de la Seine-Inférieure (1830 - 27 février 1848), membre de la Chambre des pairs (7 mars 1839 - 1848), auditeur de 3e classe près le ministre de la Justice (11 mars 1806), près la section de législation (1806-1808), auditeur de 2de classe (1812), maître des requêtes en service extraordinaire (23 mars 1814), conseiller d'État (1831-1848), 1er baron Dupont-Delporte et de l'Empire (décret du 3 décembre 1809, lettres patentes du 9 mars 1810), grand officier de la Légion d'honneur (27 avril 1849). Écartelé : aux 1 et 4, d'azur, à la barre d'argent, acc. de deux léopards lionnés contournés d'or ; au 2, des barons tirés du Conseil d'État brochant ; au 3, de gueules, à une licorne naissante d'argent. |
|        | Dominique François Xavier Félix (29 novembre 1763 - Vézelise ✝ 7 décembre 1839 - Vailly-sur-Aisne), général de brigade (8 mars 1793), adjoint au ministre de la Guerre (4 février 1793 - 18 avril 1793), maître des requêtes au Conseil d'État (22 décembre 1807), baron de l'Empire (lettre patente du 28 mars 1810), grand officier de la Légion d'honneur (ordonnance royale du 1er novembre 1828), chevalier de l'ordre de la Couronne de fer, chevalier de l’ordre royal et militaire de Saint-Louis (28 juin 1814), Parti : au I, d'or à l'épée haute de sable, au chef chargé de deux étoiles du champ ; au II, coupé du quartier des barons tirés du Conseil d'État et d'azur au fût de canon posé en pal, l'embouchure tournée vers le chef, accosté de deux bombes, le tout d'or. |
|        | Joseph-Marie de Gérando (1772 ✝ 11 novembre 1842), maître des requêtes au Conseil d'État (1811), puis conseiller d'État, baron de Rathsamhausen et de l'Empire (17 mars 1811), grand officier de la Légion d'honneur (27 avril 1840), etc. Parti, au premier coupé d'azur et d'argent ; l'azur la bande d'or sénestrée d'une colombe d'argent, et adextrée d'une sphère du même ; l'argent à cinq branches nouées de sinople ; au deuxième d'argent chargée d'une fasce de sinople, à l'orle de gueules : franc-quartier des barons pris dans notre Conseil d'État brochant au neuvième de l'écu., |
|        | Michel-Augustin de Goyon (25 décembre 1764 - château de l'Abbaye, près de Nantes ✝ 22 novembre 1854), officier de la Garde constitutionnelle de Louis XVI, auditeur au conseil d'État, sous-préfet de Montaigu (Vendée), préfet de l'Aveyron (12 mai 1808 - 1810), préfet de la Méditerranée (30 novembre 1810 - 1814), préfet des Côtes-du-Nord (Première Restauration), puis est préfet de l'Yonne, Préfet de l'Yonne (seconde Restauration), préfet de l'Eure (1817), préfet de Seine-et-Marne (1820-1830), 1er baron de Goyon et de l'Empire (25 mars 1810), 1er vicomte de Goyon (4 août 1827), commandeur de la Légion d'honneur (11 octobre 1814), Parti : au I, de gueules au lion d'or ; au II, de sable semé d'étoiles d'or, au lion brochant en abîme du même, armé et lampassé de gueules ; au canton des barons jurisconsultes |
|        | Pierre Victor Malouet (11 février 1740 - Riom † 7 septembre 1814 - Paris, séputé du tiers état de Riom aux états généraux de 1789, commissaire général de la Marine, préfet maritime à Anvers (1803), maitre des requêtes (1808) puis conseiller d'État (1810), baron Malouet (1810), chevalier de Saint-Louis, commandeur de la Légion d'honneur (1810). D'azur à la fasce d'argent chargé de trois oiseaux de sable ; au canton des barons tirés du Conseil d'État. |
|        | Jean-François Honoré, baron Merlet (26 septembre 1761 - Martigné-Briand † 16 décembre 1830 - Louresse-Rochemenier), député à l'Assemblée législative (8 septembre 1791, puis secrétaire, vice-président (26 juillet) et président (7 août 1792) de cette assemblée), conseiller général de Maine-et-Loire en thermidor an VIII (arrêté du 1er juin 1800), préfet de la Vendée (9 frimaire an IX - 1809), maître des requêtes en service extraordinaire au Conseil d'État (11 juin 1806), maître des requêtes en service extraordinaire au Conseil d'État (1810-1812), conseiller d'État (Cent-Jours), baron de l'Empire (9 septembre 1810), commandant de la Légion d'honneur (an XII), D'azur au chevron d'or accompagné en chef de trois merlettes d'argent mal ordonnées et en pointe d'une hure de sanglier du même ; au canton des barons tirés du Conseil d'État brochant. Armes parlantes. (Merlet/Liste des meubles héraldiques#Merlettes)                                                                                           |
|        | Antoine-Marie Roederer (14 mai 1782 - Metz ✝ 15 mars 1865 - château de Ménilles, Eure), auditeur au Conseil d'État (8 vendémiaire an XIV), secrétaire d'État du roi de Naples (1807), préfet du Trasimène (6 septembre 1809), 1er baron Roederer et de l'Empire (lettres patentes du 11 juin 1810), préfet de l'Aube (24 février 1814, puis le 22 mars 1815, remplacé le 12 juillet), pair de France (1845) Écartelé : au 1, d'argent au chêne arraché de sinople ; au 2, d'or à la tour de sable, ouverte et ajourée du même ; au 3, de gueules à la tête de lion arrachée d'argent ; au 4, échiqueté d'or et d'azur de six tires ; franc-quartier des barons tirés du Conseil d'État brochant, brochant au neuvième de l'écu., |

## Barons officiers de lamaison de l'Empereur
| Figure | Nom du baron et blasonnement |
| ------ | --- |
|        | Alexandre Charles Nicolas Amé de Saint-Didier (19 mars 1778 - quartier Saint-Louis, Versailles † 15 avril 1850 - Ferreux), préfet du Palais (13 pluviôse an XIII (2 février 1805)), auditeur au Conseil d’État (1er août 1810), préfet de l'Aube (2 août 1830), préfet de Seine-et-Marne (4 décembre 1832), pair de France (ordonnance du 10 novembre 1838), baron de l'Empire (lettres patentes du 12 novembre 1809), - Armes primitives : D'or, à trois mûres au naturel, posées 2 et 1, au chef d'azur, chargé de deux colombes affrontées d'argent. - Armes de baron de l'Empire : Coupé : au I, parti : a)d’azur à deux colombes affrontées d’argent ; b) du quartier des barons officier de la maison de l'Empereur, au II, d’or à trois œillets de pourpre, tigés et feuillés de sinople, 2 et 1.                                                                                      |
|        | Alexis Boyer (1er mars 1757 - Uzerche ✝ 25 novembre 1833 - Paris), premier chirurgien de Napoléon Ier, chirurgien consultant de Louis XVIII, Charles X et Louis-Philippe Ier, membre de l'Institut de France (Académie de médecine (1820), Académie des sciences, 21 février 1825)), titulaire de la troisième chaire de clinique chirurgicale à la Charité (1823), chirurgien en chef de l’hôpital de la Charité, baron de l'Empire (31 janvier 1810), Écartelé : au I, d'azur à la main appaumée d'or ; au II, des barons officiers de la maison de l'Empereur ; au III, de gueules à la verge en pal d'or, tortillée d'un serpent d'argent ; au IV, d'azur au coq hardi d'or, crêté et barbé de gueules. Devise moderne : Ingenio et manu,. |
|        | Antoine Dubois (19 juin 1756 - Gramat ✝ 30 mars 1837 - Paris), chirurgien en chef des armées, premier accoucheur de l'impératrice Marie-Louise, professeur à la faculté de médecine de Paris, baron Dubois et de l'Empire (23 avril 1812), chevalier de la Légion d'honneur (1807), Coupé : au I, parti de sinople à une fleur de lotus d'argent et du quartier des barons officiers de la maison de l'Empereur ; au II, d'or à la louve au naturel allaitant un enfant de carnation, le tout soutenu d'une terrasse de sinople., Armes parlantes. Antoine Dubois fut le chirurgien qui mit au monde le Roi de Rome : le lotus rappelait que Dubois fut de l'expédition d'Égypte. La louve allaitante était le symbole de Rome depuis l'Antiquité, mais ici le Roi de Rome remplace les célèbres nourrissons Romulus et Remus. Source : Article Roi de Rome et www.heraldique-europeenne.org. |
|        | Agathon Jean François Fain (11 janvier 1778 - Paris ✝ 16 septembre 1837 - Paris), secrétaire-archiviste des consuls, secrétaire particulier de Napoléon Ier (1813), maître des requêtes au Conseil d'État (1811), député du Loiret (1834-1836), 1er baron Fain et de l'Empire (31 décembre 1809), commandeur de la Légion d'honneur (1815), D'azur, à la fasce vairée de sable et d'or, à une plume d'or, barbée d'argent, posée en barre, le bec à dextre brochant sur le tout ; au canton des barons officiers de la maison de l'Empereur brochant., |
|        | Claude François de Méneval (2 avril 1778 - Paris † 18 juin 1850 - Paris, inhumé au cimetière de Montmartre (19e division, avenue Hector Berlioz)), maître des requêtes au Conseil d'État, secrétaire de Joseph Bonaparte, puis secrétaire du portefeuille de Napoléon Ier (1802), secrétaire des commandements de l'impératrice Marie-Louise (1812) qu'il suivit à Vienne (Autriche), 1er baron de Méneval et de l'Empire (lettres patentes des 26 avril et 13 août 1810, lesquelles changèrent aussi son patronyme de Menneval en Méneval), chevalier de la Légion d'honneur, Écartelé : au 1, d'argent, à trois étoiles d'azur ; au 2 des barons officiers de la maison de l'Empereur ; au 3, d'argent, à un chêne arraché de sinople ; au 4, d'argent, au chevron de gueules, chargé de trois annelets du champ.,                                                                          |
|        | Alexandre-Urbain Yvan (28 avril 1765 - Toulon † 30 décembre 1839 - Paris), chirurgien ordinaire de l'Empereur (1805), chirurgien-major des grenadiers de la Garde impériale, chirurgien en chef de l'hôtel impérial des Invalides, baron de l'Empire le 31 janvier 1810, Écartelé, au 1, d'argent, à la tête de Minerve en profil de sable ; au 2, du quartier des barons officiers de la maison de l'Empereur ; au 3, de gueules au coq d'argent, adextré en chef d'une étoile d'or ; au 4, d'argent, au pélican et sa piété d'azur., |

## Barons officiers de la maison des princes
| Figure | Nom du baron et blasonnement |
| ------ | --- |
|        | Paulin de Barral (Paris (Saint-Sulpice), 30 décembre 1745 - 1822), chambellan du roi de Westphalie, baron Barral et de l'Empire (décret du 15 août 1809, lettres patentes signées à Paris à 31 janvier 1810), Écartelé au premier d'or à trois cuirasses de sable rehaussées du champ, au deuxième des barons officiers des maisons des princes de notre famille, au troisième burelé d'argent et de gueules de huit pièces, au quatrième d'azur à trois léopards d'or l'un sur l'autre ; armés et lampassés de gueules, sur le tout de gueules à trois bandes d'argent. |
|        | Michele Benso de Cavour (30 novembre 1781 - Turin † 15 juin 1850 - Turin), chambellan du prince Camille Borghèse, baron Bens de Cavour et de l'Empire (décret du 3 décembre 1809, lettres patentes du 9 mars 1810 (Paris)) Coupé ; au premier d'azur à deux étoiles d'argent surmontées d'un croissant du même ; au deuxième de gueules à trois coquilles en fasce d'or ; franc-quartier des barons officiers des maisons des princes de notre famille. |
|        | Antoine André Bruguière de Sorsum (22 juin 1773 - Marseille † 7 octobre 1823 - Marseille), philologue, littérateur et linguiste, secrétaire particulier du Roi Jérôme, administrateur à l'armée d'Italie sous le général Dessoles, puis à celle du Rhin, secrétaire général du ministère de la Guerre du royaume de Westphalie, secrétaire de cabinet (royaume de Westphalie), Maître des requêtes au conseil d'État (royaume de Westphalie), secrétaire de l'ambassade de France au Royaume-Uni, baron de l'Empire (23 avril 1812, confirmation du titre de baron héréditaire le 4 mai 1816), Écartelé : au I, d'azur à un cheval galopant d'argent soutenu de même ; au II du quartier des barons officiers des maisons des princes de notre famille ; au III de gueules à une harpe antique d'or ; au IV tranché d'argent sur sable à un pont de huit arches d'or brochant ; sur-le-tout d'or à une bruyère terrassée de sinople. |
|        | Michel Victor Frédéric Moisson de Vaux (18 février 1766 - Bayeux ✝ 1er mai 1840), Chef d'escadron, intendant de la Maison de la Reine Hortense, 1er baron de Vaux-Moisson et de l'Empire (lettres patentes du 5 décembre 1811), chevalier de la Légion d'honneur, Coupé : au I, parti de gueules à la croix d'argent et du quartier des barons officiers de la maison des princes ; au II, d'azur au lion d'or adextré en chef d'une étoile d'argent. |
|        | Pierre François Petiet (26 février 1782 - Rennes ✝ 9 novembre 1835 - Paris), Officier d'artillerie, intendant de la couronne de Toscane, chargé de la liste civile, Préfet des Hautes-Alpes (6 avril - 14 juillet 1815), Directeur des subsistances militaires, 1er Baron Petiet et de l'Empire (lettres patentes du 12 novembre 1811), officier de la Légion d'honneur, Écartelé : au I, d'azur à l'étoile d'argent ; au II, des barons officiers de la maison des princes ; au III, de sinople au lièvre contourné et rampant d'or ; au IV de gueules à une branche de laurier posée en bande d'argent chargée d'une épée d'or, la pointe basse. |

## Baronspréfets
| Figure | Nom du baron et blasonnement |
| ------ | --- |
|        | François Jean-Baptiste d'Alphonse (22 octobre 1756 - Bonny-sur-Loire † 24 septembre 1821 - Château de Beaumont, Agonges), député du département de l'Allier au conseil des Anciens (24 vendémiaire an IV - 24 germinal an VII : 16 octobre 1795 - 13 avril 1799), député au corps Législatif (1800), préfet de l'Indre (avril 1800 - 1804), préfet du Gard (23 germinal an XII (13 avril 1804) - 1810), maître des requêtes au conseil d'État (18 novembre 1810), intendant de l'Intérieur en Hollande (1er janvier 1811), préfet de l'Hérault (4 mai 1815, poste refusé), député à la Chambre introuvable (1819-1821), baron d'Alphonse et de l'Empire (lettres patentes du 9 mars 1810), commandeur de la Légion d'honneur (1804), Losangé d’argent et d’azur ; au canton des barons préfets de l'Empire brochant. |
|        | Louis-Marie Auvray (12 octobre 1762 - Poitiers † 11 novembre 1833 - Fondettes), Colonel du 40e régiment d'infanterie de ligne (armée révolutionnaire française), maréchal de camp (première Restauration), Préfet de la Sarthe (11 ventôse an VIII (2 mars 1800)), 1er Baron Auvray et de l'Empire (15 août 1809, lettres patentes du 31 janvier 1810), officier de la Légion d'honneur, chevalier de Saint-Louis (13 août 1814), - Armes de la famille Auvray avant 1809 : De sable, à l'aigle au vol abaissé d'argent., - Armes de baron de l'Empire : Écartelé : au 1, d'azur, à un bouclier d'or, ch. d'un écusson d'azur, inscrit du chiffre 40 d'argent ; au 2 du quartier des barons préfets ; au 3, de gueules, à une clé d'argent, en pal ; au 4, d'azur, à un olivier d'or, fruité d'argent., |
|        | Jean-Baptiste-Pierre Melchior d'Azémar (15 juillet 1740 - Saint-Maurice-de-Cazevieille † 2 septembre 1821), préfet du Var, baron d'Azémar et de l'Empire (décret du 15 août 1810, lettres patentes du 23 décembre 1810 signées à Paris), D'azur à une bande d'argent chargée de trois croissants de sable et senestrée en chef d'un lion contrerampant d'or ; au franc-quartier des barons préfets. |
|        | Louis Edmé Barthélemy Bailly de Juilly (16 octobre 1760 - Saint-Phal † 26 juillet 1819 - Paris), Préfet du Lot (2 mars 1800 - 1813), baron de l'Empire (30 septembre 1811), officier de la Légion d'honneur (29 juillet 1808) Écartelé : aux 1 et 4, de gueules, au chevron alésé, accompagné de trois étoiles, le tout d'or ; aux 2 et 3, d'azur, au lévrier rampant d'argent, accolé d'or ; au canton des Barons Préfets brochant., |
|        | André Horace François de Barral de Rochechinard (1743-1820), général de brigade, préfet du Cher, baron Barral et de l'Empire (décret du 15 août 1809, lettres patentes signées à Paris à 31 janvier 1810), officier de la Légion d'honneur (5 juillet 1804), Écartelé au premier et quatrième de gueules à trois bandes d'argent ; au deuxième et troisième d'argent à la fasce de sable surmontée de trois merlettes en fasce du même ; franc quartier des barons préfets, brochant sur le tout. |
|        | François-Antoine Boissy d'Anglas, préfet de la Charente, maître des requêtes au Conseil d'État, Écartelé au premier de gueules à l'épée en bande et à l'ancre en barre passées en sautoir d'argent ; au deuxième des barons préfets ; au troisième d'azur au miroir antique d'argent, accolé d'un serpent du même ; au quatrième de sable au chevron d'or surmonté d'un comble d'argent chargé de deux étoiles d'azur ; pour livrées : les couleurs de l'écu |
|        | Claude-Laurent Bourgeois de Jessaint (26 avril 1764 - Jessaint † 9 janvier 1853 - Beaulieu (Trannes), Maire de Bar-sur-Aube (28 janvier 1795 - 18 fructidor an V (25 mai 1797)), Préfet de la Marne (12 mars 1800, confirmé dans ses fonctions par Louis XVIII le 24 mai 1814, il surmonte six changements de régime, et reste à son poste jusqu'à sa démission le 18 novembre 1838, il obtient sa retraite de préfet le 22 février 1839), chevalier de l'Empire (16 septembre 1808), baron de l'Empire (15 août 1809, lettres patentes du 19 décembre 1809), Vicomte (31 mai 1825), grand officier de la Légion d'honneur (19 mai 1825), Pair de France (10 novembre 1838), - Armes des Bourgeois de Jessaint sous l'Ancien Régime : Coupé : au 1, d'azur, à la bande d'argent, accompagné en chef d'une étoile d'or et en pointe d'une anille du même ; au 2, d'or, au lion de gueules. - Armes de chevalier de l'Empire : Tiercé en fasce : au I, d'azur, à la bande d'argent, accompagné en chef d'une anille d'or et en pointe d'une étoile du même ; au II, d'or, au lion de gueules ; au III, de gueules à l'insigne des chevaliers légionnaires. - Armes de baron de l'Empire : Tiercé en fasce : au I, d'azur, à la bande d'argent, accompagné en chef d'une anille d'or et en pointe d'une étoile du même ; au II, d'or, au lion de gueules ; au III, de gueules à l'insigne des chevaliers légionnaires ; au canton des Barons Préfets brochant. |
|        | Alexandre François Bruneteau de Sainte Suzanne (1769-1853), préfet de la Sarre, baron de l'Empire par lettres patentes du 19 janvier 1812, avec dotation le 8 avril 1813, officier de la Légion d'honneur (1813), Écartelé ; au premier et quatrième d'azur au lion d'or, flanqué de deux colonnes d'argent et surmonté au deuxième point d'une étoile du même ; au deuxième des Barons Préfets ; au troisième d'argent au loup ravissant, tenant dans ses pattes une palme ; le tout de sable ; pour livrées : les couleurs de l'écu. |
|        | Claude-Louis Bruslé de Valsuzenay (5 décembre 1766 - Paris, paroisse Saint-Jean-le-Rond † 2 mars 1825 - Paris IIe (ancien)), membre de la commune du 10 août, Député des Deux-Nèthes au Conseil des Cinq-Cents (26 germinal an VI : 15 avril 1798), Préfet de l'Aube (18 ventôse an VIII (9 mars 1800) - 1810, 1815-1824), Préfet de l'Oise (1810 - 1813), Préfet de la Gironde (14 avril 1813 - 21 mai 1814), Conseiller d'État honoraire (24 août 1815), Châtelain de Barberey, chevalier de Valsuzenay et de l'Empire (2 juillet 1808), 1er Baron de Valsuzenay et de l'Empire (31 janvier 1810, lettres patentes du 13 juillet 1810), officier de la Légion d'honneur (25 germinal an XIII (15 avril 1805), - Armes de baron de l'Empire : Coupé au 1 d'azur, au pal de gueules, chargé du signe des chevaliers légionnaires, accosté à dextre de 3 olives tigées et feuillées d'argent et à senestre de 3 glands de chêne du même ; au 2, d'argent, au lion à la queue fourchée et passée en sautoir de sable, l'épaule dextre chargée d'une étoile d'or ; au canton des barons préfets brochant., |
|        | Louis Julien de Buxeuil (20 mai 1753 - Landerneau ✝ 1er février 1829 - Brest), avocat au Parlement de Bretagne, lieutenant-maire de Landerneau (1780), député du Tiers aux États de Bretagne en 1789, Commissaire du roi près le district de Landerneau (1790), député du Finistère à l'Assemblée législative (11 septembre 1791), accusateur public près le tribunal criminel de Quimper (11 septembre 1792), député au Conseil des Anciens (24 germinal an IV : 13 avril 1796), tribun (4 nivôse an VIII), préfet de Saône-et-Loire (23 germinal an X), préfet du Pas-de-Calais (6 avril 1815), préfet d'Eure-et-Loir (17 mai 1815), baron de Roujoux et de l'Empire (11 juin 1810), officier de la Légion d'honneur (25 germinal an XIII (15 avril 1805), Écartelé : au I de sable au cerf couché d'or ; au II du quartier des barons préfets ; au III de pourpre à la tour d'or ailée d'argent et accostée en chef de deux mouchetures d'hermine de sable ; au IV d'azur à deux épées d'argent passées en sautoir, senestrées de trois roses rangées en pal. |
|        | Charles-Ambroise Caffarelli (1758-1826), préfet de l'Ardèche (1800-1801), préfet du Calvados (1801-1810), préfet de l'Aube (1810–1814), chevalier de l'Empire (à la suite du décret du 25 prairial an XII le nommant membre de la Légion d'honneur, lettres patentes signées à Burgos le 27 novembre 1808)), baron (décret du 15 août 1809, lettres patentes signées à Paris le 31 décembre 1809)), Légionnaire (décret du 25 prairial an XII), Écartelé, au premier taillé d'argent et de gueules ; au deuxième des barons préfets, au troisième d'argent au lion rampant de sable, au quatrième tranché d'argent et de gueules., |
|        | Guillaume Capelle (9 septembre 1775 - Salles-Curan ✝ 25 avril 1843 - Montpellier), préfet de la Méditerranée (25 février 1808–30 novembre 1810), préfet du Léman (30 novembre 1810–fin 1813), baron Capelle et de l'Empire (décret du 3 décembre 1809, lettres patentes du 19 janvier 1812 signées aux Tuileries), commandeur de la Légion d'honneur (10 mai 1820), D'azur à la chèvre passante d'or, soutenue de sinople, surmontée au premier point d'une étoile d'argent ; franc-quartier des barons préfets. |
|        | Gilbert Joseph Gaspard Chabrol de Volvic (1773 ✝ 1843), ingénieur des ponts et chaussées (28 germinal an IV : 17 avril 1796), sous-préfet de Pontivy (Napoléonville) (1803-1806), préfet du Montenotte (31 janvier 1806 - 1812), préfet de la Seine (23 décembre 1812 - mars 1815, juillet 1815 - juillet 1830), Conseiller d'État (1814, première Restauration), député du département de la Seine (4 octobre 1816), député du département du Puy-de-Dôme (1824, 1827, 1830, 1839, 1842), baron de l'Empire (17 mai 1810), comte de Chabrol (lettres patentes du 27 janvier 1816), grand-croix de la Légion d'honneur (30 octobre 1829), Écartelé : aux I et IV, d'azur au chevron d'or accompagné de trois molettes du même (Chabrol) ; au II du quartier des Barons Préfets ; au III, d'azur, au pal d'or, ch. d'un lion de gueules et accosté de six besants d'or (Basmaison)., |
|        | Joseph-Antoine Florens (26 août 1762, Lorgues (Var) – 15 septembre 1842, Mende), ancien oratorien, professeur de lettres au collège de Juilly, administrateur de district en Seine-et-Oise, secrétaire d'ambassade à Rome, premier préfet des Alpes-Maritimes (21 ventôse an VII), deuxième préfet de la Lozère (nommé le 23 germinal an X, installé le 22 prairial an X), membre et secrétaire du conseil général de la Lozère (1819), conseiller municipal de Mende, président fondateur de la société d'agriculture de Mende, baron de l'Empire (30 août 1811), légionnaire (25 prairial an XII). D'azur à la croix cantonnée de quatre roses d'argent ; au franc-quartier des barons préfets. |
|        | Jean-Baptiste Joseph Fourier (21 mars 1768 - Auxerre ✝ 16 mai 1830 - Paris), Mathématicien et physicien français, préfet de l'Isère (10 février 1802), baron Fourier et de l'Empire (1809), comte Fourier (1815), officier de la Légion d'honneur, Coupé : au I, parti d'azur à la fasce d'argent et du quartier des Barons Préfets ; au II, d'argent à la barre échiquetée d'azur et d'or accompagnée de deux coqs d'azur. |
|        | Jean-Baptiste Galeazzini (23 octobre 1759 - Portovenere (République de Gênes) ✝ 1833 - Bastia), Capitaine de la garde nationale de Bastia (novembre 1789), Dénonciateur public (mai 1791), Maire de Bastia (novembre 1791, réélu en 1793, 1797, 1830), Adjudant général (juin 1796), Commissaire de la République à l'Armée d'Italie, intendant des provinces conquises, de Voghera, de Reggio et de Modène (1796-1797), Préfet du Liamone (2 mars 1800), Commissaire général du gouvernement à l'île d'Elbe et dépendances (an XI - 1810), Préfet de Maine-et-Loire (3 avril 1815 : Cent-Jours), baron Galeazzini et de l'Empire (1810), Parti : au I, d'azur, à un arbre de sinople, senestré d'un lion rampant contre le fût, sommé d'un coq perché, le tout d'or, sur une terrasse du même ; au 2, coupé du quartier des Barons Préfets et d'azur, à un cippe d'argent, sommé d'un mitre d'or. |
|        | André Joseph Jourdan (15 décembre 1757 - Aubagne ✝ 6 juillet 1831 - Marseille), député des Bouches-du-Rhône au Conseil des Cinq-Cents (24 vendémiaire an IV - 18 fructidor an V), président de canton (6 germinal an XI), adjoint au maire de Marseille (16 thermidor an XIII), préfet du département des Forêts (18 mai 1808), conseiller d'État (1814), Directeur général des cultes (1814-1825), baron de l'Empire (lettres patentes du 11 juin 1810), D'azur au chevron d'argent accompagné d'un soleil cantonné à dextre et en pointe d'un cerf passant d'argent, au comble d'or chargé de trois tourteaux de gueules ; au franc-quartier des barons-préfets., |
|        | Alexandre de Lameth (20 octobre 1760 - Paris ✝ 18 mars 1829 - Paris), maréchal de camp (28 novembre 1791), lieutenant général honoraire (31 décembre 1815), député de la noblesse de Péronne aux États généraux de 1789, préfet des Basses-Alpes (23 germinal an X : 13 avril 1802), préfet du Rhin-et-Moselle (12 pluviôse an XIII : 1er février 1805), préfet de la Roer (3 mai 1806) préfet du département du Pô (19 février 1809), maître des requêtes au Conseil d'État (5 décembre 1811), préfet de la Somme (15 juillet 1814 : première Restauration), Pair de France (2 juin 1815 (Cent-Jours) : destitué à la seconde Restauration), député de la Seine-Inférieure (24 avril 1820 - 1824), député de Seine-et-Oise (17 novembre 1827 - 1829), baron de l'Empire (15 août 1809, lettres patentes du 14 février 1810), chevalier de Saint-Louis (20 janvier 1788), officier de la Légion d'honneur (16 juillet 1811), Écartelé : aux 1 et 4, de gueules, à la bande d'argent, acc. de six croix recroisetées du même posées en orle (Lameth en Picardie) ; au 2, d'argent, à trois maillets de sinople (Bussy) ; au 3, d'or, fretté de gueules, et au canton d'or (alias chargé d'une étoile d'azur : Lameth en Artois) ; au canton des barons préfets brochant., |
|        | Jacques Félix Le Couteulx du Molay (29 juin [1779] - Paris ✝ 1er avril 1812 - Dijon), auditeur au conseil d'État, préfet de la Côte-d'Or (19 février 1809), baron du Molay et de l'Empire (lettres patentes du 11 juin 1810), D'argent au chevron de gueules accompagné de trois trèfles de sinople ; au canton des barons préfets brochant. |
|        | Louis Antoine Victor Malouet (20 mars 1780 - Paris ✝ 3 octobre 1842 - Paris, paroisse Saint-Sulpice), Sous-préfet de Villeneuve-d'Agen (7 février 1808), Maître des requêtes au Conseil d'État (8 février 1808), Préfet de l'Aisne (12 février 1810, maintenu en fonction le 26 avril 1814 (première Restauration) et révoqué le 23 mars 1815 (Cent-Jours)), Préfet de l'Allier (12 juillet 1815, sans suite), Préfet du Pas-de-Calais (14 juillet 1815), Préfet de la Seine-Inférieure (15 juillet 1818 - 1820), Préfet du Bas-Rhin (19 juillet 1820, révoqué le [23 mars] 1822), Conseiller d'État en service extraordinaire (du 12 novembre 1828 à sa mort), Pair de France (11 octobre 1832), baron Malouet (18 mai 1811),commandeur de la Légion d'honneur (1er mai 1821), D'azur à la fasce d'argent chargé de trois oiseaux de sable ; au canton des barons préfets brochant., |
|        | Pierre Barthélémy de Nogaret (29 juin 1762 - Marvejols † 31 août 1841 - Saint-Laurent-d'Olt), Député à la Législative (8 septembre 1791), Député au Conseil des Cinq-Cents (24 germinal an VI : 1798), Préfet de l'Hérault (11 ventôse an VIII -janvier 1814), Maître des requêtes au Conseil d'État, Député de l'Aveyron (28 avril 1828 - 1841), Président du Conseil général de l'Aveyron (1832), 1er baron de Nogaret et de l'Empire (13 août 1809, avec lettres patentes du 14 février, baron héréditaire par ordonnance royale du 1er février 1817), commandant de la Légion d'honneur (26 prairial an XII), Écartelé : au 1, d'azur, à un croissant d'argent, surmonté de deux étoiles du même posées en fasce ; au 2 du quartier des Barons Préfets ; au 3, d'or, à un noyer de sinople, terrassé du même ; au 4, d'azur, à une foi d'argent, posée en bande., |
|        | Jean Pieyre (4 février 1755 - Nîmes † 21 septembre 1839 - Paris), légionnaire (1804), baron de l'Empire (lettres patentes du 14 février 1810), Député du Gard (10 septembre 1791 - 20 septembre 1792), préfet de Lot-et-Garonne (1800 - 1806), préfet du Loiret (21 mars 1806 - 22 avril 1814), D’argent au palmier de sinople, terrassé de sable, adextré d’un lion contre-rampant de gueules, surmonté de quatre étoiles d’azur, rangées en pal, deux à dextre, deux à senestre ; à la champagne de gueules chargée du signe des chevaliers, |
|        | François René Jean de Pommereul (12 décembre 1745 - Fougères † 5 janvier 1823 - Paris), général de brigade (13 octobre 1796), général de division (16 novembre 1796), préfet d'Indre-et-Loire (9 frimaire an IX (27 novembre 1800) - 7 décembre 1805), préfet du Nord (7 décembre 1805 - 30 novembre 1810), écuyer, sieur de Joué, baron de l'Empire (lettres patentes du 9 septembre 1810), officier de la Légion d'honneur (1812), Écartelé : au 1, d'or, à une plante de fougère de sinople ; au 2, du quartier des Barons préfets ; au 3, de gueules, à une pomme d'argent, tigée et feuillée de sinople, posée en barre ; au 4, d'azur, à un tube de canon posé en barre et une plume d'argent en bande passés en sautoir. L'écu entouré d'une bordure d'hermine qui paraît être une adjonction aux armes officielles., |
|        | François Pougeard du Limbert D’azur au chevron d’argent, accompagné de trois boulets d’or ; au franc-quartier brochant des barons préfets |
|        | Louis Ramond de Carbonnières (4 janvier 1755 - Strasbourg ✝ 14 mai 1827 - Paris), géologue, botaniste et explorateur pyrénéiste français, avocat au conseil souverain d’Alsace (1777), Gendarme de la garde du Roy (1781), député de Paris à l'Assemblée législative (1791, il en devient secrétaire (13 décembre 1791), vice-président du Corps législatif (22 nivôse an XII : 13 janvier 1804), préfet du Puy-de-Dôme (13 mars 1806, installé le 30 mai - 5 janvier 1814), député du département du Puy-de-Dôme (collège électoral de Clermont-Ferrand, mai 1815), maître des requêtes au Conseil d'État en service ordinaire (8 août 1815), puis Conseiller d'État (14 juin 1818), 1er baron Ramond et de l'Empire (décembre 1809, lettres patentes du 14 février 1810), commandant de la Légion d'honneur (12 prairial an XII (1er juin 1804), Écartelé : aux 1 et 4, de gueules à la croix vidée, cléchée et pommetée d'or (Toulouse) ; aux 2 et 3, d'azur à la cloche d'argent bataillée de sable (Algoursan) ; au canton des barons préfets brochant. |
|        | Honoré Jean Riouffe (1er avril 1764, Rouen – 30 novembre 1813, Nancy), avocat, écrivain, tribun (4 nivôse an VIII), préfet de la Côte-d'Or (19 pluviôse an XII), puis préfet de la Meurthe (29 octobre 1808), baron de l'Empire (9 mars 1810, lettres patentes du 25 mars 1810), légionnaire (4 frimaire an XII). D'azur à la bande d'argent, chargée de trois alérions de sable ; au franc-quartier des barons préfets brochant,. |
|        | Barthélémy François Rolland de Chambaudoin (20 décembre 1766 - Paris (paroisse Saint-Nicolas-du-Chardonnet) ✝ 26 décembre 1830 - Paris IIIe), Conseiller au Parlement de Paris (28 août 1787), Conseiller général du Loiret (15 floréal an VIII), Député du Loiret au Corps législatif (19 vendémiaire an XII), Préfet de l'Eure (1806-1813), 1er baron de Chambaudoin et de l'Empire (29 septembre 1809), chevalier de la Légion d'honneur, D'azur au lévrier courant accompagné de quatre étoiles, trois rangées en chef, une en pointe, le tout d'or ; au canton des Barons Préfets brochant. |
|        | Jean André Louis Rolland de Villarceaux (1764 - Paris, baptisé le 20 mai 1764 à Saint-Eustache ✝ 21 juillet 1849 - Paris), capitaine d'artillerie (1er avril 1791), Préfet du Tanaro (nommé le 25 février 1803 - 6 juin 1805), Préfet des Apennins (4 juillet 1805), Préfet du Gard (30 novembre 1810, maintenu à la première Restauration), Préfet d'Eure-et-Loir (6 avril 1815 (Cent-Jours)), Préfet de l'Hérault (Cent-Jours)), 1er baron de Villarceau et de l'Empire (15 août 1809), D'azur, au chevron d'or chargé de l'Étoile de la Légion d'Honneur de 2 étoiles d'argent posées en fasce, en pointe, d'une levrette d'argent, passant du même au canton des barons préfets brochant. |
|        | Paul Sabatier de Lachadenède (19 octobre 1768 - Lagorce (Ardèche) ✝ 30 mars 1833 - Dijon), Capitaine du génie militaire pendant les guerres de la Révolution, Colonel puis directeur général des parcs du Génie, sous le Consulat, Sous-préfet de Castres (nommé le 13 floréal an X, en fonction le 19 messidor an X), Préfet du Cantal (nommé le 18 août 1810, en fonction le 31 octobre 1810, remplacé par la Restauration le 15 avril 1815), Préfet de la Moselle (nommé le 11 août 1815, en fonction le 17 août 1815), Préfet de la Côte-d’Or (nommé le 19 février 1817, en fonction le 19 mars 1817), Préfet de la Charente-Inférieure (nommé le 24 février 1819, en fonction le 19 mars 1819), Préfet du Doubs (nommé le 19 juillet 1820, en fonction le 14 août 1820, démissionnaire pour raison de santé le 26 juillet 1822), chevalier de l'Empire (lettres patentes de 1809), \|1er baron de Lachadenède et de l'Empire (lettres patentes du 22 octobre 1810, confirmé dans son titre de baron héréditaire par lettres patentes du 19 novembre 1816), officier de la Légion d'honneur, D'argent à deux pals de gueules ; au chef d'azur, chargé de trois étoiles du champ ; au canton des barons préfets brochant. |
|        | Jean-Marie Valentin du Plantier (1758-1814), préfet des Landes (1802) puis du Nord (1810), baron de l'Empire (1810), officier de la Légion d'honneur (1808). Parti, au premier coupé d'azur et d'or à cinq besants en sautoir de l'un dans l'autre ; au deuxième de sable à trois pommes de pin une et deux d'or ; au franc-quartier des barons préfets. |
|        | Vincent-Marie Viénot de Vaublanc (1756 ✝ 1845), Président de l'Assemblée législative (1791), Président du Corps législatif puis Préfet de la Moselle (1805-1814), commandant de la Légion d'honneur, baron d'Empire (1809), chevalier de l'Ordre de Saint-Lazare, Ministre de l'Intérieur (1815-1816) Coupé, au premier mi-parti d'azur, à la tour d'argent, maçonné de sable et du quartier des Barons Préfets ; au second de gueules au lion léopardé d'argent. |

## Baronssous-préfets
| Figure | Nom du baron et blasonnement |
| ------ | --- |
|        | Jean-Baptiste Cavaignac de Lalande (10 janvier 1765 - Gourdon ✝ 1er juillet 1845 - Saint-Sauveur (Gironde)), maire de Saint Sauveur, sous-préfet du Premier Empire, baron Cavaignac de Lalande et de l'Empire, Ecartelé : au I, d'azur à un pont à deux arches d'argent gardé en sénestre ; au II du quartier des Barons Sous-préfets ; au III, de gueules à une gerbe de blé d'or ; au IV, d'azur à une tour d'argent ouverte et ajourée de sable. |
|        | Augustin de Chazelles, sous-préfet de Muret de 1811 a 1815, puis sous-préfet de Saint-Quentin de mai a décembre 1815. (Préfet du Morbihan à la restauration). Baron de l'Empire crée le 13.04.1811 (lettres patentes). Ecartelé : au I, d'azur à la tête de lion d'or, allumé et lampassé de gueules, au comble du même chargé à dextre d'une étoile sommée de trois tiges de lauriers du même et surmontées en chef à dextre d'un croissant et à sénestre d'une croix à huit pointes aussi d'or. Baron membre du collège électoral - 18.04.1811 : Majorat du domaine du Luc, à Nîmes, d'un revenu de 9,000 francs |
|        | Alexandre André de Flavigny, sous-préfet de Soissons, préfet de la Haute-Saône (3 janvier 1814- 1815 (maintenu à la première Restauration)), préfet de la Meuse (6 avril 1815 (Cent-Jours), mais il refuse le poste), préfet de la Haute-Vienne (14 juillet 1815 : seconde Restauration), Échiqueté d'or et d'azur, accompagné d'un écusson de gueules en abîme ; au canton des barons sous-préfets brochant. |
|        | Valery de Visme, sous-préfet de Vervins D'azur au chevron de gueules accompagné en chef de deux étoiles d'or et en pointe d'un croissant de même, au canton des Barons Sous-préfets brochant. |

## Baronsmaires
| Figure | Nom du baron et blasonnement |
| ------ | --- |
|        | Antoine-Ignace Anthoine (1749-1826), maire de Marseille (1805-1813), Député des Bouches-du-Rhône à la Chambre des représentants (Cent-Jours), trésorier de la 8e cohorte de la Légion d'honneur, baron de Saint-Joseph et de l'Empire, avec majorat (lettres patentes du 10 septembre 1808), officier de la Légion d'honneur (5 juillet 1804), Commandeur de l'ordre royal de l'Étoile polaire de Suède De sable à un cœur d'argent, traversé d'une flèche en bande de gueules, accompagné en pointe d'un croissant d'argent, au comble d'azur, chargé de trois étoiles d'or ; au franc-quartier des barons maires. |
|        | Jacques Pierre Prothade d'Astorg (1er août 1739 - Poligny (Jura) ✝ 23 janvier 1828 Saint-Cyr-la-Rivière), comte d'Astorg, lLieutenant de vaisseau (1765), commandant de la Garde nationale de son canton, maire puis président de canton (Consulat), président du collège électoral d'Étampes (1809) puis de Rambouillet (1815), conseiller général et député au corps législatif pour la Seine-et-Oise (1810), chevalier de la Légion d'honneur, Chevalier de Saint-Louis, membre de l'Ordre de Cincinnatus, Écartelé : aux 1 et 4, d'or, à la croix ancrée de sable ; au 2, des Barons-Maires (de gueules, à la muraille crénelée d'argent) ; au 3, de sable, à un faucon d'argent, longé et grilleté d'or, posé sur une main gantée (ou « gantelée ») du même, mouvant du flanc senestre, au comble d'azur, chargé de deux fers de lance d'argent et un demi-fer de lance du même en pointe., |
|        | Jean-Baptiste Bertrand-Geslin (10 septembre 1770 - Le Luc ✝ 6 octobre 1843 - Le Luc), maire de Nantes, Député des Cent-Jours, baron de Bertrand Geslin et de l'Empire (décret du 5 mars 1810, lettres patentes signées à Rambouillet le 11 juillet 1810), officier de la Légion d'honneur (décret du 11 mai 1815) et de nouveau officier (28 novembre 1831) Écartelé, au premier d'or, à la bande d'azur, chargée de trois étoiles d'argent ; au deuxième des barons pris parmi les maires ; au troisième d'azur au vaisseau à trois mats voguant sur une mer d'argent ; au quatrième de sable au casque taré de fasce d'or, traversé en bande d'une épée haute d'argent. |
|        | Jean, Louis, Bonaventure de Kenny (1769-1822), maire de Dunkerque (1797-1798 et 1805-1815), Député du Nord à la Chambre des représentants (Cent-Jours), baron Bonaventure de Kenny et de l'Empire, avec majorat (lettres patentes du 13 juin 1811), officier de la Légion d'honneur (30 octobre 1814). Ecartelé : au 1er, d'or à trois têtes de coq de sable, crêtées et barbées de gueules ; au 2e, des barons maires ; au 3e, d'azur au vaisseau soutenu d'une mer, le tout d'argent ; au 4e, d'argent à la bande de gueules chargée en chef d'une étoile du champ. Livrées : les couleurs de l'écu. |
|        | Pierre Prosper Demadières (1763 ✝ 1839), maire de Rouen (1804-1812), négociant, baron de l'Empire, Tiercé en fasce au 1 d'azur à trois triangles d'argent posés en fasce, au 2 d'or, au 3 de gueules à trois besants d'argent ordonnés, au franc quartier des Barons-Maire. |
|        | Louis-Marie Duhamel (1760 ✝ 1819), maire de Coutances, baron de l'Empire, Écartelé : au I, d'azur à une épée basse en bande et un épi en barre, le tout d'or et posé en sautoir ; au II, du quartier des barons maires, au III, de gueules à trois colonnes toscanes d'argent ; au IV, d'azur au cèdre terrassé d'or. |
|        | Charles Lallemand, médecin, maire de Nancy (3 octobre 1795 - 14 novembre 1795, 15 janvier 1798 - 10 février 1814, avril 1815 - 26 juin 1815), baron de l'Empire (19 juin 1813), De gueules au serpent vivré en pal d'argent, surmonté de deux étoiles d'or ; au canton des barons maires, à la filière d'argent, brochant. |
|        | Nicolas Damas Marchant (11 décembre 1767 - Pierrepont (Moselle) ✝ 1er juillet 1833 - Metz), médecin militaire, maire de Metz (1er novembre 1805 - 6 mai 1815, 5 août 1815 - 7 février 1816), officier de l'Université royale de France, conseiller de préfecture de la Moselle, membre de l'Académie royale de médecine de Paris, et de l'Académie royale des sciences, lettres et arts de Metz, baron Marchant et de l'Empire (11 octobre 1810), officier de la Légion d'honneur, chevalier de l'Ordre de Saint-Michel, Écartelé : au 1, parti d'argent et de sable (armes de la ville de Metz) ; au 2, du quartier des barons maires ; au 3, de gueules, au lion d'or armé d'une épée d'argent montée d'or ; au 4, d'azur à la massue de sinople, accolée d'un serpent d'argent, surmontée d'une étoile du même.                                                                               |
|        | Jacques La Haye Mercier (28 avril 1776 - Paris ✝ 5 mars 1858 - Paris), Maire d’Alençon (1808 - août 1815, 9 décembre 1851 - 25 mars 1852), Président du conseil général de l'Orne (1810-1812, 1834-1839), Représentant de l'Orne à la Chambre des Cent-Jours (15 mai 1815), Député de l'Orne (17 novembre 1827 - 21 juin 1834, 4 novembre 1837 - 17 septembre 1848, 29 février 1852 - mars 1858), 1er Baron Mercier et de l'Empire (février 1811, lettres patentes du 15 septembre 1811, confirmé en 1814), légionnaire (première Restauration) puis officier de la Légion d'honneur (août 1855), Coupé : au I parti d'azur au chevron d'or accompagné de trois colombes d'argent et du quartier des Barons Maires ; au II d'or au lion d'azur. |
|        | Charles Renauldon (16 février 1757 - Grenoble ✝ 22 mars 1824 - Grenoble), Membre du corps municipal (1795), Maire de Grenoble (15 septembre 1800 - avril 1815), représentant de l'Isère à la Chambre des Cent-Jours (13 mai 1815 - août 1815), 1er Baron Renauldon et de l'Empire (1810), chevalier de la Légion d'honneur (février 1805), Coupé : au I, parti d'azur à 3 étoiles d'or et du quartier des barons maires de l'Empire ; au II, d'argent à la bande de gueules, chargée de la croix de la Légion d'honneur. |
|        | Salomon Louis Roger (29 novembre 1765 - Genève (Suisse) ✝ 4 octobre 1841), Banquier à Paris, maire de Velleron (Seine-et-Oise), 1er baron Roger de Sivry et de l'Empire (17 mai 1810, institution de majorat et lettres patentes du 17 mai 1810, confirmé baron héréditaire par lettres patentes du 3 août 1816), Écartelé : au I, de sable, à un casque grillé d'argent, panaché de trois plumes du même, taré de profil ; au II du quartier des Barons Maires ; au III, d'azur, au chevron d'or, accompagné en chef de deux étoiles et en pointe d'une quintefeuille, le tout d'argent ; au IV, d'azur, au lion d'or, percé d'une flèche d'argent en barre, la pointe en bas., |

## Présidents ou procureurs généraux de la Cour de cassation
| Figure | Nom du baron et blasonnement |
| ------ | --- |
|        | Les barons présidents ou procureurs généraux de la Cour de cassation Sur le blason : Franc-quartier ou canton sénestre de gueules, chargé d'une balance d'argent. Ornements extérieurs : Quatre lambrequins d'argent. Toque de velours noir, retroussée de contre-vair, avec porte-aigrette argent, surmonté de trois plumes d'argent. |

## Baronsconseillers en Cour impériale
| Figure | Nom du baron et blasonnement |
| ------ | --- |
|        | Guillaume-Jean Favard de Langlade (3 avril 1762 - Saint-Floret, près d'Issoire ✝ 14 novembre 1831 - Paris), député du Puy-de-Dôme au Corps législatif (1807), président de la section de l'Intérieur, conseiller à la Cour de cassation (5 décembre 1809), maître des requêtes au Conseil d'État (mars 1813), attaché au comité du contentieux, député à la Chambre des représentants (Cent-Jours), chevalier de Langlade et de l'Empire (1808), 1er Baron de Langlade et de l'Empire (constitution d'un majorat par lettres patentes du 25 juillet 1811 à partir de la terre de Langlade, confirmé baron en 1816), comte (1827), commandeur de la Légion d'honneur (30 octobre 1827), Écartelé : au I, d'azur, à trois étoiles d'or ; au II, de gueules aux balances d'argent, nouée de sable (Les Barons Conseillers en Cour impériale) ; au III, de gueules, à un ramier (oiseau) contourné, posé sur une terrasse, le tout d'argent ; au 4, d'azur, à un triangle d'or., |

## Barons présidents ou procureurs généraux en Cour impériale
| Figure | Nom du baron et blasonnement |
| ------ | --- |
|        | François Joseph Beyts (17 mai 1763 - Bruges ✝ 18 février 1832 - Bruxelles), magistrat belge, Député du département de la Lys au Conseil des Cinq-Cents (23 germinal an V : avril 1797), Préfet de Loir-et-Cher (10 ventôse an VIII), Député au Congrès national (Belgique) (novembre 1830), Sénateur belge (1830), baron de l'Empire (Lettres patentes du 23 octobre 1811), commandant de la Légion d'honneur (1813), Chancelier de la troisième cohorte (départements de la Belgique et de la Hollande), D'azur, à trois taux ou « béquilles de Saint Antoine » d'or, posées deux en chef et une en pointe (Bette, marquis de Lede) ; au canton des barons présidents des cours impériales brochant., |
|        | Guillaume Desazars, (5 novembre 1754 - Toulouse ✝ 14 novembre 1831), seigneur de Montgaillard (Aude), élève au Collège de Juilly, avocat au Parlement (1782), administrateur de district (1789), puis président du tribunal civil de Villefranche (7 octobre 1792), président du Tribunal d'appel de Toulouse et premier président de la Cour d'appel de Toulouse (1er juin 1804), premier président de la Cour Impériale (1811, maintenu à la première Restauration et aux Cent-Jours), baron de Montgailhard et de l'Empire (lettres patentes du 22 octobre 1810), Officier de la Légion d'honneur (trésorier de la 10e cohorte), 34e fauteuil de l'Académie des Jeux floraux (23 février 1806), Coupé, le I parti d'azur à un roc d'argent et du quartier des Barons Présidents ou Procureurs généraux en Cour impériale ; au II d'or à un navire de sable voguant sur une mer de sinople ; sur-le-tout d'azur à la croix d'or cantonnée de quatre dés d'argent, portant tous quatre le point un,. |
|        | Jean Grenier (16 septembre 1753 - Brioude ✝ 30 janvier 1841 - Riom), Avocat au parlement de Paris, puis au barreau de la sénéchaussée d'Auvergne (Riom, 1776), Secrétaire provincial, Procureur-syndic du district de Riom (1790), Commissaire national, Commissaire du pouvoir exécutif près le Tribunal civil de Riom (fin 1795 - 1796), Député de la Haute-Loire au Conseil des Cinq-Cents (23 germinal an XI : 12 avril 1798), Membre du Tribunat pour le département du Puy-de-Dôme (4 nivôse an VIII, président en 1803, secrétaire en 1804), Procureur général à la cour d'appel de Riom (11 décembre 1808) ; - Premier président de la cour d'appel de Riom (24 août 1819 - 1837), Pair de France (ordonnance du 11 octobre 1832), chevalier de l'Empire (lettres patentes de mai 1808), baron Grenier et de l'Empire (9 mai 1811), commandeur de la Légion d'honneur (31 mai 1837), chevalier de l'Ordre de Saint-Michel (1821), - Armes des Grenier de Lugeac : D'azur à la gerbe d'or au chef cousu de gueules chargé de 3 étoiles d'argent., - Armes de chevalier de l'Empire : D'or à la bande de gueules chargé du signe des chevaliers non légionnaires, accompagnée en chef d'une branche d'olivier et en pointe d'une corne d'abondance, le tout de sinople., - Armes de baron de l'Empire : D'or à la bande de gueules chargé du signe des chevaliers non légionnaires, accompagnée en chef d'une branche d'olivier et en pointe d'une corne d'abondance, le tout de sinople ; au canton des barons procureurs généraux en Cours Impériales., |
|        | Alexandre d'Haubersart (18 octobre 1732 - Douai † 16 août 1823 - Douai), premier président de la cour d'appel de Douai, député au Corps législatif, sénateur (14 avril 1813 : dernier promu), chevalier Dhaubersart et de l'Empire (à la suite du décret du 25 prairial an XII le nommant membre de la Légion d'honneur, lettres patentes du 28 janvier 1809, (Paris)), baron d'Haubersart et de l'Empire (décret du 22 avril 1810, lettres patentes du 17 mai 1810 (Gand), institution de majorat, attaché au titre de baron, accordée par lettres patentes du 25 mars 1813, à Paris), comte d'Haubersart et de l'Empire (lettres patentes du 19 juin 1813 (Saint-Cloud), légionnaire (25 prairial an XII), puis, officier de la Légion d'honneur (31 juillet 1814). D'azur, au chevron d'or, accompagné en chef et deux étoiles du même et en pointe d'une balance d'argent ; franc-quartier des barons [premiers] présidents de notre cour d'appel., On trouve aussiD'azur au chevron de gueules, accompagné au chef de deux étoiles d'or, et, en pointe d'une balance d'or ; au franc-quartier des [barons] Présidents de cour d'Appel. |
|        | Claude-Michel Larché (29 septembre 1748 - Dijon ✝ 9 mars 1829 - Dijon), Avocat (17 novembre 1768), Membre provisoire du tribunal de Dijon, Président du tribunal de Louhans (octobre 1790), Juge au tribunal civil de Saône-et-Loire (10 octobre 1795), Président du tribunal d'appel de Dijon (16 prairial an VIII : 5 juin 1800), Président du collège électoral de la Côte-d'Or (an XII), Député de la Côte-d'Or au Corps législatif (29 thermidor an XII : 17 août 1804), Premier président de la Cour Impériale de Dijon (6 avril 1811 - 1815), chevalier de l'Empire (lettres patentes du 21 décembre 1808), baron de l'Empire (lettres patentes du 9 septembre 1810), Chevalier de la Légion d'honneur (25 prairial an XII), - Armes de chevalier de l'Empire : D'azur, à une balance d'or, le fléau remplacé par un bâton d'Esculape d'or, le serpent de sable, la tête vers senestre ; à la champagne de gueules chargée de l'insigne des chevaliers légionnaires. - Armes de baron de l'Empire : D'azur, à une balance d'or, le fléau remplacé par un bâton d'Esculape d'or, le serpent de sable, la tête vers senestre ; au canton des Barons Présidents ou Procureurs généraux en Cour impériale. |
|        | Pierre Le Menuet de La Jugannière (10 septembre 1746 - Vaudrimesnil (ou Périers) ✝ 15 août 1835 - Caen), Avocat (1768), premier échevin de Saint-Lô (1781), Accusateur public près le tribunal criminel de la Manche (1792), Président du Tribunal criminel de la Manche (1794), Député de la Manche au Conseil des Anciens (25 germinal an VI, secrétaire de cette assemblée en l'an VII), Président de la Cour d'appel de Caen (22 germinal an VIII), Premier président de la Cour Impériale de Caen (12 mai 1811 - 1823, 1830-1835), 1er baron Le Menuet de La Jugannière et de l'Empire (6 septembre 1810), Commandeur de la Légion d'honneur, D'azur, à la croix d'or, accostée en chef de deux roses d'argent et en pointe de deux coquilles du même ; au canton des Barons Présidents ou Procureurs généraux en Cour impériale. |
|        | Joseph Louis Henri Grégoire Mourre (12 mars 1765 - Lorgues ✝ 1er septembre 1832 - Paris), avocat, ministre de la Justice, procureur général de la cour d'appel de Paris, président de la chambre civile de la Cour de cassation (1811-1815), procureur général de la Cour de cassation (1815-1830),\|1er baron Mourre et de l'Empire (19 septembre 1810, confirmé dans le titre de baron héréditaire par lettres patentes du 11 janvier 1823), commandeur de l'Ordre de la Légion d'honneur, Taillé d'or et d'azur à la balance droite de l'un en l'autre ; au canton des barons procureurs brochant. |

## Baronsconseillers en Cour impériale
| Figure | Nom du baron et blasonnement |
| ------ | --- |
|        | Les Barons Conseillers en Cour impériale Sur le blason : Franc-quartier ou canton sénestre de gueules, chargé d'une balance d'argent, nouée de sable. Ornements extérieurs : Quatre lambrequins d'argent. Toque de velours noir, retroussée de contre-vair, avec porte-aigrette argent, surmonté de trois plumes d'argent. |

## Baronsofficiersde santé attachés aux Armées
| Figure | Nom du baron et blasonnement |
| ------ | --- |
|        | René-Nicolas Dufriche Desgenettes (23 mai 1762 - Alençon ✝ 3 février 1837 - Paris), Médecin militaire, directeur de l’hôpital d'Antibes (24 nivôse an II), médecin ordinaire de l’hôpital du Val-de-Grâce et de la 17e division militaire (Paris, 7 brumaire an IV), professeur de physiologie et de physique médicale (an V), médecin en chef à l'armée d'Italie (an VI), puis de l’armée d'Orient (expédition d’Égypte, 1798), médecin en chef à l’hôpital militaire d’instruction de Strasbourg (fructidor an IX), professeur adjoint à l’École de médecine de Paris, Inspecteur général du Service de santé des armées (an XII), médecin-chef de la Grande Armée (1807), médecin en chef de la Garde impériale (décret impérial du 5 octobre 1813), puis des Invalides, Légionnaire (25 prairial an XII), chevalier de l'Empire (1809), baron Desgenettes et de l'Empire (31 janvier 1810), D'azur, à la massue en pal d'or, accostée d'un serpent d'argent, à la fasce d'or chargée de trois étoiles du champ, brochant sur le tout ; au canton des Barons Officiers de Santé attachés aux Armées brochant., |
|        | Nicolas Heurteloup (24 novembre 1750 - Tours ✝ 27 mars 1812 - Paris), premier chirurgien des armées (1795), chirurgien en chef de la Grande Armée, inspecteur général du service de santé, 1er baron Heurteloup et de l'Empire (16 décembre 1810), Officier de la Légion d'honneur, Écartelé : au 1, de sinople, au dextrochère ganté d'argent, mouvant du canton dextre du chef heurtant un loup ravissant, le corps contourné d'or, endenté d'argent ; au 2, de sable, à trois massues, l'une sur l'autre, en fasce, d'or, accolées chacune d'un serpent du même, celle du milieu contournée ; au 3, de gueules, à la tour crénelée de quatre pièces, d'argent ; au 4, d'or, à la tête de maure de sable, tortillée, accolée et allumée d'argent, avec pendants d'oreille du même ; au canton des Barons Officiers de Santé attachés aux Armées brochant. |
|        | Dominique-Jean Larrey (7 juillet 1766 - Beaudéan ✝ 25 juillet 1842 - Lyon), médecin militaire français, chirurgien de la marine royale sur la frégate (1787), Second chirurgien interne aux Invalides, chirurgien aide-major à l'armée du Rhin (1792), Chirurgien de première classe (1792), puis chirurgien principal, puis chirurgien en chef de la 14e armée républicaine (1794), professeur à l'École militaire de santé du Val-de-Grâce (1796), Inspecteur général des camps et des hôpitaux de l'armée d'Italie (1796), chirurgien en chef à l'armée d'Egypte, chirurgien en chef de la Garde des consuls (1802), Inspecteur général du service de santé des armées (1805), chirurgien en chef de la Garde impériale, Inspecteur général du Service Militaire de Santé (1810), 1er baron Larrey et l'Empire (1809, lettres patentes du 31 janvier 1810), commandant de la Légion d'honneur (12 mai 1807), Ecartelé : au I, d'or au dromadaire contourné d'azur, adextré d'un palmier de sinople, le tout soutenu d'une terrasse du même ; au II, du quartier des Barons Officiers de Santé attachés aux Armées ; au III, d'azur à trois chevrons d'or ; au IV, coupé : au 1, d'argent, à la barre dentelée de gueules chargée d'une raie (poisson) du champ ; au 2, d'or, à la pyramide alaisée de sable., Armes parlantes. La raie/Larrey |
|        | Pierre-François Percy (28 octobre 1754 - Montagney ✝ 18 février 1825 - Paris), chirurgien-major au Régiment de Berry cavalerie (1782), chirurgien en chef puis entre à l'armée du Rhin (1789), inspecteur général du service de santé des armées (an XII), baron Percy et de l'Empire (6 juillet 1809, lettres patentes du 14 avril 1810), commandant de la Légion d'honneur (1807), chevalier des ordres de Sainte-Anne de Russie, de l'Aigle rouge de Prusse, du Mérite de Bavière, Écartelé : au I, d'or à la lampe antique de sable allumée de gueules ; au II, du quartier des Barons Officiers de Santé attachés aux Armées ; au III, d'azur au miroir d'argent en pal accolé d'un serpent tortillant d'or, se mirant dans la glace ; au IV, d'or à la main de carnation ailée d'azur tenant un scalpel de sable et entourée d'une couronne de chêne de sinople., |

## Barons présidents duCollège électoral
| Figure | Nom du baron et blasonnement |
| ------ | --- |
|        | Louis Pierre Agis (27 octobre 1759 - Saint-Denis-d'Augerons ✝ 1er avril 1834), colonel de Dragons, président du collège électoral du département de l'Eure, baron Agis de Saint Denis et de l'Empire (10 avril 1811), Coupé : au Ier parti d'azur à trois lys arrachés d'argent, tigés et feuillés de sinople, rangés en fasce, et d'argent à la fasce d'azur, au franc-quartier de Baron Président de Collège Électoral ; au IIe de gueules à trois besons d'argent posés 2 et 1 (d'Agis ancien)., |
|        | Dominique Vivant Denon (4 janvier 1747 - Givry (Saône-et-Loire) ✝ 28 avril 1825 - quai Voltaire, Paris), graveur, écrivain, diplomate et administrateur français, collectionneur et réorganisateur du musée du Louvre, secrétaire d’ambassade à Saint-Pétersbourg, puis en Suède, puis en Suisse (1775), secrétaire d'ambassade (1782) puis chargé d'affaires à Naples, membre de l'Académie royale de peinture et de sculpture (1787), membre de l'Institut d'Égypte (20 août 1798), Membre de l'Institut de France (Académie des beaux-arts, 28 janvier 1803), Gentilhomme ordinaire de la Chambre du Roi (1768), Directeur général de la Monnaie et des musées impériaux, baron Denon et de l'Empire (1813), - Armes des Denon sous l'Ancien Régime : Coupé : au 1, d'argent, à un balancier de sable ; au 2, d'or, à un cerf passant de gueules et un chef d'azur, chargé de trois étoiles d'argent. - Armes de chevalier de l'Empire : Tiercé en fasce d'argent, de gueules et d'or ; l'argent au balancier monétaire de sable ; le gueules à l'insigne des chevaliers légionnaires ; l'or, au cerf passant de gueules, en chef, d'azur, chargé de trois étoiles d'argent, qui sont les armes anciennes. - Armes de baron de l'Empire : Écartelé : au 1, d'or, au cerf courant au naturel, surmonté d'un chef d'azur chargé de trois étoiles en fasce d'argent ; au 2, du quartier des Barons de l'Empire, présidents des collèges électoraux ; au 3, de gueules aux deux statues de Memnon, au naturel ; au 4, d'or, au balancier monétaire de sable. |
|        | Pierre-Ignace de Garempel de Bressieux (né le 15 mars 1750), Capitaine au régiment de Lorraine, puis sous le Premier Empire : administrateur des eaux et forêts, président du collège électoral du département de l'Isère, baron de l'Empire (lettres patentes du 14 février 1810), chevalier de Saint-Louis, D'or à la fasce écartelé d'argent et de gueules ; au canton des Barons Présidents du Collège électoral brochant. |

## Barons membres duCollège électoral
| Figure | Nom du baron et blasonnement |
| ------ | --- |
|        | Jacques René Marie Aymé de La Chevrelière, (24 mai 1771 - Melle (Deux-Sèvres) ✝ 10 mai 1848 - Gournay), Capitaine d'infanterie, membre de collège électoral, 1er baron de La Chevrelière et de l'Empire (1811), chevalier de la Légion d'honneur, - Armes sous l'Ancien Régime : D'azur, à la chèvre rampante d'argent, broutant un lierre d'or. - Armes de baron de l'Empire : Écartelé : aux 1 et 4, d'azur, à la chèvre saillante d'argent, broutant un lierre d'or ; au 2, du quartier des Barons Membres du Collège électoral ; au 3, de gueules, à l'épée haute d'or en bande. Sur le tout de sable, au palmier arraché d'argent, accosté de deux croissants du même., |
|        | Jean Évangéliste Bernadotte (15 décembre 1754 - Pau ✝ 8 août 1813 - Pau), frère aîné de Jean-Baptiste (futur Charles XIV Jean de Suède), Contrôleur des Eaux-et-Forêts, membre du collège électoral des Basses-Pyrénées, 1er baron Bernadotte et de l'Empire (1810), Chevalier de la Légion d'honneur, Coupé, au premier parti à dextre d'or à l'épée en fasce, la pointe à dextre d'azur à sénestre des barons membres de collège électoral ; au deuxième d'azur au bouclier d'or chargé en bande d'un sabre d'or dans son fourreau de sable. |
|        | Guillaume Louis Darthenay (Tribehou (Normandie), 12 octobre 1750 – Meslay (Calvados), 18 novembre 1834), député du Calvados au Corps législatif, membre du collège électoral du Calvados, chevalier Darthenay et de l'Empire (à la suite du décret du 25 janvier 1810 le nommant membre de la Légion d'honneur, lettres patentes du 26 avril 1810 signées à Compiègne), baron Darthenay et de l'Empire (décret du 28 avril 1810, lettres patentes du 23 mai 1810 signées à Lille), membre de la Légion d'honneur (décret du 25 janvier 1810), Écartelé, au premier et quatrième d'or au dextrochère de sable, armé, mouvant du flanc sénestre, tenant une flèche en bande de sable ; au deuxième des barons pris dans les collèges électoraux ; au troisième de gueules, à la canette d'argent en abîme ; fascé d'argent brochant sur les quatre quartiers. |
|        | Georges Degrand, maire de Badens, membre du Collège électoral de Carcassonne, baron de l'Empire, Écartelé : aux 1 et 4, d'azur à un dé d'argent montrant cinq points de sable ; au 2, du quartiers des Barons Membres du Collège électoral ; au 3, de sable au soleil rayonnant d'argent. |
|        | Jules Paul Benjamin Delessert (14 février 1773 - Lyon ✝ 1er mars 1847 - Paris), Banquier, régent de la Banque de France, président du tribunal de commerce de la Seine, Député de la Seine (8 mai 1815 (Cent-Jours), 20 septembre 1817 - 1824), Député de Maine-et-Loire 17 novembre 1827 - 1842) conseiller général de la Seine (1818), Botaniste, baron de l'Empire (19 septembre 1810), officier de la Légion d'honneur (19 novembre 1814), Écartelé : au 1, d'azur, à un lis en pal, arraché, tigé de sinople et feuillé d'argent ; au 2, du quartiers de Barons Membres du Collège électoral ; au 3, d'or, à une forêt de sinople, soutenue du même, sur laquelle broche une tour crénelée de trois pièces d'argent, ouverte et maçonnée de sable ; au 4, d'azur, à un croissant d'argent, surmonté de deux étoiles du même., |
|        | Antoine Duchesne de Gillevoisin (20 février 1758 - Paris ✝ 18 janvier 1840 - Paris), Conseiller au parlement de Paris (avant 1789), Membre du collège électoral de Seine-et-Oise, Député de Seine-et-Oise (Corps législatif le 10 août 1810, à la chambre des députés en 1815), 1er baron de Gillevoisin et de l'Empire (12 avril 1813), Parti : au 1, de gueules, au bourdon de pèlerin de sable, chargé de trois coquilles d'argent et flanqué vers le haut de deux étoiles du même ; au 2, coupé, a) de gueules, à la branche de chêne d'argent en bande (baron membre du collège électoral), b) d'azur, à trois glands, tigés et feuillés d'or, surmontés d'une étoile du même., |
|        | Martin Garat (12 décembre 1748 - Bayonne † 11 mai 1830 - château de la Briqueterie, à Ris), directeur général de la Banque de France, membre du collège électoral du 1er arrondissement de Paris, baron Garat et de l'Empire (décret du 15 août 1810, lettres patentes de 19 septembre 1810, Saint-Cloud), Chevalier de la Légion d'honneur (août 1814), Coupé au premier parti d'azur et de gueules, l'azur à la foi d'argent en barre, le gueules au signe des barons membres de collège électoral ; au deuxième de sable au lévrier couché, colleté et soutenu, et la tête contournée d'or. |
|        | Pierre Antoine Blaise Gautier de Saint-Paulet (né le 3 février 1769, à Carpentras), élève d'Auxerre (5 octobre 1784 - 29 septembre 1786), sous-lieutenant au régiment d'Auvergne, membre du collège électoral de Vaucluse, baron d'Empire (12 novembre 1811), - Armes des Gautier de Saint-Paulet : De gueules au chicot alésé en bande d'or. - Armes de baron de l'Empire : De gueules au chicot alésé en bande d'or ; au canton des barons membres des collèges électoraux dans une filière d'argent. |
|        | Louis Gaspard Amédée Girod de l'Ain, (8 octobre 1781 - Gex † 27 décembre 1847 - Paris), 2e baron Girod de l'Ain, substitut du procureur impérial à Turin (1806), procureur impérial d'Alexandrie (1807), substitut du procureur général à la cour d'appel de Lyon (1809), auditeur au conseil d'État (1810), avocat général à la cour impériale de Paris (1811), président du tribunal de première instance de la Seine, élu à la Chambre des représentants (Cent-jours), conseiller à la cour de Paris (1819), président des assises de la Seine et de Versailles, député dans le 2e arrondissement électoral d'Indre-et-Loire (Chinon, 1827), vice-président de la Chambre (1829), préfet de police de Paris (1830), conseiller d'État, chevalier de la Légion d'honneur, président de la Chambre des députés (1831), ministre de l'Instruction publique et des Cultes dans le ministère Perier (1832), Pair de France (11 octobre 1832), président du Conseil d'État, ministre de la Justice et des Cultes (gouvernement de transition de 1839), grand-croix de la Légion d'honneur, Tiercé en bande d'or, d'azur et de sable au chevron d'argent brochant sur le tout ; au canton des Barons Membres du Collège électoral brochant. |
|        | Philippe Christophe Hallez (1er mai 1778 - Haguenau † 18 novembre 1842 - Andlau), Inspecteur général des subsistances, général de brigade de la Garde nationale de Paris (après 1830), député du Bas-Rhin (1837-1844), 1er baron Hallez et de l'Empire (21 février 1814), Officier de la Légion d'honneur, - Armes de baron de l'Empire : Écartelé : au 1, d'or, à la bande d'azur, chargée de trois étoiles du champ ; au 2, du quartier des Barons Membres du Collège électoral ; au 3, d'argent, à une quintefeuille de gueules ; au 4, d'azur, au lion d'or. - Armes des Hallez-Claparède : Coupé : au 1, parti : a. du quartier des comtes militaires de l'Empire ; b. de gueules à trois étoiles d'argent, rangées en pal ; au 2, d'argent, à un casque de sable, taré de front, double de gueules, sommé de trois plumes d'autruche du même et brochant sur deux rameaux de laurier de sinople, passés en sautoir. Supports : deux lions regardants d'or., |
|        | Philippe Jacques Herwyn (13 juin 1750 - Hondschoote ✝ 23 mars 1836 - Furnes, Royaume de Belgique), membre du collège électoral du département de la Lys, député au Corps législatif, baron Herwyn et de l'Empire (décret du 2 mai 1812, lettres patentes du 5 août 1812, Witepsk) Écartelé ; au premier d'azur au hérisson d'argent, soutenu de sinople, surmonté d'une épée haute d'argent, montée d'or, flanquée de deux étoiles à six rais d'argent ; au deuxième d'or au lion passant de sable, lampassé de gueules, au troisième d'argent à la bande de gueules, accompagnée de dix billettes du même, cinq en chef, cinq en pointe, posées trois et deux ; au quatrième de sable à trois étoiles à six rais, deux et une, d'or ; franc-quartier des Barons membres de Collège Electoral, brochant au neuvième de l'écu., |
|        | Honoré Maximin Isnard (24 février 1758 - Grasse ✝ 12 mars 1825 - Grasse), Député du Var à l'Assemblée nationale législative (9 septembre 1791), à la Convention nationale (5 septembre 1792, président de la Convention (16 mai 1793 - 30 mai 1793), membre du Comité de défense générale, député au Conseil des Cinq-Cents (22 vendémiaire an IV : 13 octobre 1795), membre du collège électoral du Var, baron de l'Empire (2 octobre 1813), Coupé : au 1, parti de sinople, à la plume, posée en bande, et l'épée la pointe basse posée en barre, mises en sautoir, le tout d'argent et surmonté d'un comble d'azur, à sept étoiles d'argent posées en cercle, et du quartier des Barons Membres de collège électoral ; au 2, d'argent, à la rivière en champagne d'azur, sommée d'un pont de trois arches de granit au naturel., |
|        | La Roque du Buisson, Membre du [collège électoral] du département du Tarn, D'azur à un rocher d'argent mouvant de la pointe ; au canton des Barons Membres des collèges électoraux brochant. |
|        | Nicolas David Amant Constant Mauduit de Sémerville, membre du collège électoral du département de l'Eure, baron de l'Empire De gueules au chevron cousu de sable, accompagné de 3 roses d'or ; au canton des Barons Membres de collège électoral dans une filière d'argent brochant. |
|        | Jean Antoine Pierre Mévolhon (21 janvier 1757 - Sisteron ✝ 16 octobre 1836 - Cachan), avocat au parlement de Provence à Aix (1779), receveur de la viguerie de Sisteron, député du Tiers État de la sénéchaussée de Forcalquier aux États généraux de 1789, receveur des impôts du district de Sisteron jusqu’en 1793, inspecteur des convois militaires, puis des subsistances militaires, Président du tribunal civil des Basses-Alpes, membre du collège électoral des Basses-Alpes, chef de légion des gardes nationales du département, baron de Mévolhon et de l'Empire (avec majorat le 25 mars 1810), D'hermine, chapé de gueules ; au canton des Barons Membres du Collège électoral brochant., |
|        | Pierre de Michel du Roc (✝ 1832), baron de l'Empire (décret du 28 octobre 1808), membre du collège électoral de la Lozère. D'azur, au roc d'argent, issant de la pointe, surmonté d'une étoile d'or, au canton sénestre des barons membres de collège électoral brochant. |
|        | Joseph Fiacre Olivier de Gérente (30 août 1744 - Mollans ✝ 21 juin 1837 - Avignon), membre de l'Assemblée législative, député du département de la Drôme à la Convention nationale, membre du Conseil des Anciens (secrétaire du conseil le 1er prairial an IV), représentant à la Chambre des Cent-Jours, baron de l'Empire (lettres patentes du 8 avril 1813), De sable au rocher de trois coupeaux d'argent mouvant de la pointe, sommé d'un olivier au naturel, surmonté d'une étoile d'or, posée au deuxième point du chef, au franc-quartier des barons membres du collège électoral. |
|        | Charles-Joseph Parmentier (6 novembre 1765 - Lunéville ✝ 2 février 1843 - Phalsbourg), membre du collège électoral de la Meurthe, maire de Phalsbourg, représentant de la Meurthe à la Chambre des Cent-Jours (1815), 1er baron Parmentier et de l'Empire (13 mars 1813), Chevalier de la Légion d'honneur, Coupé : au I, parti de sinople au pélican et sa piété d'or, et du quartier des barons membres des collèges électoraux ; au II, d'azur, à une porte de ville d'or, adextrée d'un croissant contourné du même en chef., |
|        | Mathieu Joseph Séverin Pervinquière (11 février 1760 - Fontenay-le-Comte ✝ 24 janvier 1828 - La Baudonnière, Marsais-Sainte-Radégonde), membre de l'assemblée du Tiers état de Fontenay (mars 1789), député aux États Généraux de 1789 (avril 1789), Conseiller général de Vendée (1791), procureur syndic, auditeur au Conseil d'État (13 juillet 1812), baron de l'Empire (1811), chevalier de la Légion d'honneur (13 décembre 1814), D'argent, à la plante de pervenche au naturel, surmontée à dextre d'une balance d'azur, au franc-quartier des barons membres des collèges électoraux brochant., |
|        | Claude-Auguste Petit (1748-1819), député au Corps législatif, membre du collège électoral du département de la Seine, chevalier Petit et de l'Empire (à la suite du décret du 22 avril 1810 le nommant membre de la Légion d'honneur, lettres patentes signées à Rambouillet le 11 juillet 1810), 1er Baron de Beauverger et de l'Empire (décret du 4 août 1811, lettres patentes signées à Compiègne le 6 septembre 1811), Légionnaire (Légion d'honneur) (décret du 22 avril 1810 Écartelé au premier d'azur au pommier d'argent, fruité de gueules, soutenu de sinople. Au deuxième des Barons membres de Collège Electoral ; au troisième d'argent à trois chevrons l'un sur l'autre de gueules. Au quatrième d'azur au lévrier assis d'argent colleté d'or. Armes parlantes (Pommier ⇒ verger ⇒ Beauverger). |
|        | Joseph Gaspard Emmanuel Mathieu Pézenas (13 décembre 1754 - Avignon ✝ 25 février 1841 - Paris), militaire, membre du collège électoral du Vaucluse, chancelier de la 8e cohorte, représentant à la Chambre de l'arrondissement d'Avignon (13 mai 1815), baron de Pluvinal et de l'Empire (3 février 1813), officier de la Légion d'honneur, D'azur coupé d'un trait, chargé en chef d'un château à trois tours, donjonnées et sommées chacune d'un pavillon, le tout d'argent, soutenu d'une rivière du même et accompagné en chef de deux étoiles d'or ; au deuxième chargé d'un croissant d'argent sommé de trois épis du même, surmonté au deuxième point en chef d'un soleil rayonnant d'or (de Clary ancien) ; franc-quartier des barons membres de collège électoral, brochant au neuvième de l'écu,. |
|        | Philippe-Antoine-Joseph de Pret (1766 ✝ 1841), membre du collège électoral du département des Deux-Nèthes, baron Depret et de l'Empire (lettres patentes du 25 mars 1813, avec érection d'un majorat), Écartelé : aux Ier et IVe, d'argent au pal de sable, chevronné de trois pièces d'or ; aux IIe et IIIe, d'or à la fasce de gueules surmontée de trois merlettes de sable ; au franc-quartier des barons membres des collèges électoraux. |
|        | Maurice Gabriel Joseph de Riquet (7 octobre 1765 - château de Roissy-en-France ✝ 3 septembre 1835 - château de Boussu, Hainaut, Belgique), comte de Caraman (1818), baron de l'Empire (1813), major en second des carabiniers de Monsieur, inspecteur général de la cavalerie, maréchal de camp (1814), député de Jemmapes (1809-1814), puis du Nord (1824-1827), pair de France (5 novembre 1827), entre ensuite à la Chambre des pairs (1828-1830), Écartelé : aux I et IV, d'azur, à la bande d'or, accompagnée en chef d'une demi fleur de lys épanouie et en pied de trois roses, le tout d'argent (de Riquetti) ; aux II et III, de gueules, à la bande d'or, (d'Alsace de Hénin-Liétard) ; au franc-canton sénestre des Barons Membres du Collège électoral brochant. |
|        | Jean Louis de Viefville des Essarts (29 février 1744 - Malzy ✝ 13 décembre 1820 - Guise), Avocat au Parlement de Paris, procureur fiscal aux Eaux et Forêts, président du canton, subdélégué de l'Intendance du Soissonnais (Guise, 1773), représentant du tiers état à l'Assemblée Provinciale du Soissonnais (octobre 1787), député du tiers état du bailliage du Vermandois aux États généraux de 1789, maire de Guise (1800), Conservateur des Eaux et Forêts, membre du Conseil général de l'Aisne, membre du collège électoral, directeur des forêts du département des Bouches-du-Weser (décret impérial du 5 mai 1813), baron de l'Empire (25 février 1813, confirmé le 29 juillet 1818, lettres du 27 février 1819), Écartelé : aux 1 & 4, d'azur, à la palme d’argent posée en pal, accostée de 2 clefs d'argent, le tout soutenu de 3 coquilles d'or, rangées en fasce ; au 2, du quartiers des Barons Membres du Collège électoral ; au 3 de sinople à 3 besants d'argent, 3, 2 et 1. |
|        | Valéry de Visme (né le 26 mars 1760 à Laon), sous-préfet de Vervins, membre du collège électoral de l'Aisne, baron de l'Empire (décret du 2 janvier 1814, lettres patentes du 24 janvier 1814 signées aux Tuileries), Écartelé, au premier et quatrième de sinople au lévrier rampant d'or, accolé d'argent ; au deuxième des barons membres de collège électoral ; au troisième d'argent au chevron d'azur accompagné de trois mouchetures d'hermines, de sable. - Livrées : les couleurs de l'écu, le vert en bordure seulement |

## Barons tirés des corps savants
| Figure | Nom du baron et blasonnement |
| ------ | --- |
|        | Jean-Nicolas Corvisart (15 février 1755 - Dricourt ✝ 18 septembre 1821 - Athis (Yvelines)), Premier Médecin de l'Empereur, docteur-régent de la Faculté (14 novembre 1782), professeur de pathologie, puis de physiologie, professeur de clinique interne de la Faculté de médecine (an III), professeur de médecine pratique au collège de France (an V), professeur de médecine du Collège de France (1797), 1er baron Corvisart et de l'Empire (12 décembre 1808), officier de la Légion d'honneur (25 prairial an XII), commandeur de l'Ordre de la Réunion (29 février 1812), membre de l'Académie des sciences (20 mars 1811) et de l'Académie de médecine (1820), Ecartelé : au I, d'or au cœur de gueules ; au II, du quartier des Barons tirés des Corps Savants ; au III, de gueules au lion d'argent ; au, IV d'argent au serpent de sinople enlaçant une cotice alesée de sable (bâton d'Esculape) en pal., |
|        | Jean-Baptiste Joseph Delambre (19 septembre 1749 - Amiens ✝ 19 août 1822 - Paris), astronome, mathématicien, géodésien, associé géomètre de l'Académie des sciences (1792), puis secrétaire pour les sciences mathématiques (1800), inspecteur général des études (1802), chaire d'astronomie du Collège de France (1807), membre du conseil de l'Université (1808-1815), directeur de l'observatoire de Paris (1804-1822), chevalier de l'Empire (10 septembre 1808), baron de l'Empire (24 août 1811), officier de la Légion d'honneur (1821), - Armes de chevalier de l'Empire : De sable, à la fasce cousue de gueules chargée de l'insigne des chevaliers légionnaires, semé en chef d'étoiles d'argent parmi lesquelles deux plus grandes, l'une à dextre au premier point, l'autre à sénestre vers l'angle inférieur; en pointe, un globe terrestre d'or et d'argent ceint d'un méridien de sable. - Armes de baron de l'Empire : De sable, semé d'étoiles d'argent en chef, et un globe terrestre du même en pointe, ledit globe entouré d'un annelet de sable en direction verticale ; au canton des Barons tirés des Corps Savants brochant., |
|        | Louis-Bernard Guyton de Morveau, puis Guyton-Morveau (4 janvier 1737 - Dijon ✝ 2 janvier 1816 - Paris), chimiste français, Procureur général syndic du département de la Côte-d'Or (1790), député à l'Assemblée législative (1791) puis à la Convention nationale, membre du Comité de salut public (6 avril 1793), directeur par intérim de l'École polytechnique (3 mars 1798), correspondant à l'Académie des sciences, membre de l'Institut national des sciences et des arts (20 novembre 1795), chevalier de l'Empire (20 août 1809), baron de l'Empire (23 octobre 1811), D'azur au chevron d'or accompagné en chef de deux heaumes tarés de profil d'argent et en pointe d'un vase fumigatoire du même. Franc-quartier de baron tiré des corps savants, brochant au neuvième de l'écu. |
|        | Emmanuel-Augustin-Dieudonné-Joseph de Las Cases (21 juin 1766 - près de Revel, Tarn ✝ 15 mai 1842 - Passy-sur-Seine), Maître des requêtes au conseil d'État, chambellan de l'Empereur (1810), Marquis (sous l'Ancien Régime), Baron (majorat particulier du 28 janvier 1809) puis cComte d'Empire (16 décembre 1810), - Armes sous l'Ancien Régime, reprises à la Restauration : D'or à la bande d'azur et à la bordure de gueules. Couronne de comte, supports : deux lions. Devise : Semper paratus. - Armes de baron de l'Empire : D'or à la bande d'azur et à la bordure de gueules ; au canton des barons tirés des corps savants brochant. - Armes de comte de l'Empire : D'or à la bande d'azur, à la brodure de gueules brochante ; au canton des comtes officiers de la maison de l'Empereur brochant., |
|        | André Jean Simon Nougarède de Fayet (1765-1845), président de la cour impériale de la Seine, conseiller de l'Université, chevalier de l'Empire par lettres patentes du 8 août 1811 ; (avec institution de majorat accordée par lettres patentes du 1er avril 1809, à Paris, chevalier de la Légion d'honneur (25 janvier 1810), Coupé : au 1, parti d'azur à trois étoiles rangées en fasce d'argent surmontées d'un croissant contourné du même, et des barons tirés des corps savants ; au 2, d'argent, au noyer terrassé de sinople senestré d'un hérisson de sable, allumé du champ,. Armes parlantes (Noyer ⇒ Nougarède). |
|        | Antoine-Isaac Silvestre de Sacy (21 septembre 1758, à Paris ✝ 21 février 1838), Philologue, linguiste et orientaliste français, membre de l'Institut de France, professeur au collège de France, député du département de la Seine (1808 et 1814), recteur de l'Université de Paris (1815), pair de France (après 1830), chevalier de l'Empire (3 mai 1809) puis baron de l'Empire (12 avril 1813, titre confirmé sous la Restauration), Armes de baron de l'Empire : D'azur au chevron brisé d'argent, accompagné de trois étoiles du même ; franc-quartier des barons tirés des corps savants, brochant au neuvième de l'écu. (Dans les armes anciennes portées de nos jours, le chevron n'est pas. brisé). D'azur, au chevron brisé d'argent, surmonté de trois étoiles d'or ; au canton des Barons tirés des Corps Savants brochant. |

## Barons propriétaires
| Figure | Nom du baron et blasonnement |
| ------ | --- |
|        | Jacques de Barthès (23 février 1741 - Narbonne ✝ 20 mars 1813 - Narbonne), Avocat en parlement, Juge-mage et lieutenant général au sénéchal et présidial de Montpellier (1778), conseiller à la cour impériale de Montpellier, 1er baron de Montfort et de l'Empire (17 mars 1811), D'or au faucon essorant sur un rocher de cinq coupeaux de sable, et fixant une ombre de soleil rayonnant de gueules, au canton dextre du chef, le tout soutenu d'une mer de sinople, au franc - quartier des barons propriétaires qui est de gueules à l'épi de blé en pal d'argent., |
|        | Jean-Siméon Champy (15 janvier 1778 - Dijon ✝ 1845), chimiste français, Maître des requêtes au Conseil d'État, administrateur, puis régisseur général adjoint des poudres et salpêtres (1815), 1er baron Champy et de l'Empire (lettres patentes avec majorat le 21 janvier 1810, confirmé dans son titre de baron héréditaire par lettres patentes du 2 mars 1815), D'azur à un foudre ailé d'or ; au canton des barons propriétaires brochant. Ou, Coupé : au I parti, d'azur au foudre ailé d'or, et des barons propriétaires ; au II, d'or à un palmier terrassé de sinople. |
|        | Jean Charles Joachim Davillier (3 novembre 1758 - Montpellier ✝ 18 octobre 1846 - Paris), 1er baron Davillier et de l'Empire (1810), fondateur puis vice-président de la Caisse d'épargne et de Prévoyance (1829), gouverneur de la Banque de France (1836), régent de la Banque de France, commandeur de la Légion d'honneur, Pair de France (19 novembre 1831), D'azur à l'orle de huit besants d'or ; au franc-quartier des barons propriétaires. |
|        | Philibert van der Haeghen de Mussain (12 novembre 1760 ✝ 20 février 1818), auditeur de seconde classe au Conseil d'État (1er août 1810), sous-préfet de Mons (1811-1812), puis sous-préfet de Leeuwarden (1813), président du conseil général du département de l'Escaut, Seigneur de Mussain, baron van der Haeghen de Mussain et de l'Empire (lettres patentes du 14 août 1815, avec érection d'un majorat) Gironné d'argent et de sable de neuf pièces, les quatre girons de sable chargés chacun de trois mouchetures d'hermine posées deux et une ; au canton des Barons propriétaires brochant. |
|        | Louis Lézurier de La Martel (25 mai 1765, à Rouen ✝ 22 janvier 1852, au Val-de-la-Haye), Financier, Maire de Rouen par décret impérial du 25 mars 1813, membre de l’Académie de Rouen (21 décembre 1808), député de la Seine-Inférieure au corps législatif, maintenu, en 1814, à la Chambre des députés, chevalier de l'Empire (10 septembre 1808), baron de l'Empire (14 avril 1810), officier de la Légion d'honneur (5 juillet 1804, et trésorier de la 14e cohorte, dont le siège était à Rouen), - Armes de chevalier de l'Empire : Parti : au I, d'azur au chevron d'or accompagné, en chef à dextre d'une pomme de pin renversée, en chef à senestre d'un trèfle, et en pointe d'un épi, le tout d'or ; au II, de sable, à une clef d'or posée en fasce, surmontée d'une étoile du même ; le parti soutenu d'une champagne de gueules chargé de l'insigne des chevaliers légionnaires. - Armes de baron de l'Empire : Parti : au I, d'azur au chevron d'or accompagné, en chef à dextre d'une pomme de pin renversée, en chef à senestre d'un trèfle, et en pointe d'un épi, le tout d'or ; au II, de sable, à une clef d'or posée en fasce, surmontée d'une étoile du même ; le parti soutenu d'une champagne de gueules chargé de l'insigne des chevaliers légionnaires ; au canton des barons propriétaires brochant. |
|        | Nicolas Massias (2 avril 1764 - Villeneuve-sur-Lot ✝ 22 janvier 1848 - Paris), colonel d'artillerie, diplomate, philosophe et homme de lettres français, chargé d'affaires de France près la cour de Bade et consul général de France à Dantzig (1807-1815), 1er baron Massias et de l'Empire (25 janvier 1814, confirmé dans son titre de baron par lettres patentes du 3 février 1819), D'azur à la bande d'or chargée d'un cœur de gueules ; au canton des barons propriétaires brochant. |
|        | Louis François Merlin d'Estreux de Maingoval (13 février 1753 - Douai ✝ 22 décembre 1814 ou 1824), Officier au régiment de Vieille-Marine, chef de légion des gardes nationales du département du Nord, maire de Valenciennes (Cent-Jours), 1er baron d'Estreux de Maingoval et de l'Empire (14 avril 1810, confirmé baron héréditaire par lettres patentes de Louis XVIII le 15 novembre 1817), Chevalier de Saint-Louis, Coupé: au 1, parti d'azur, à trois haches d'or (Merlin) et du quartier des barons propriétaires ; au 2, de gueules, à trois tours d'argent. |
|        | Pierre-George de Meulenaëre (1er avril 1751 - Gand ✝ 2 juin 1825 - Château de Weldenne), Député du département de l'Escaut au Corps législatif (28 fructidor an XII, réélu le 18 février 1808 - 1814), chevalier de l'Empire (9 mars 1810), puis, baron de l'Empire (lettres patentes du 3 août 1810, avec érection d'un majorat), De sable au chevron d'argent, accompagné en chef de deux poissons affrontés de même, et en pointe d'une coquille aussi d'argent ; au canton des Barons propriétaires brochant sur le tout au neuvième de l'écu., |
|        | Henri-Charles-Emile-Louis-Michel de Raoulx de Raousset-Boulbon (29 septembre 1763 - Avignon ✝ 20 septembre 1846 - Avignon), comte de Raousset-Boulbon, 1er baron de Raousset-Boulbon et de l'Empire (lettres patentes du 19 janvier 1811, il fit dissoudre son majorat en 1837, D'or à la croix pattée de sable, bordée de gueules ; au canton des barons propriétaires brochant. |
|        | Joseph Zangiacomi (Nancy, 19 mars 1766 - Paris, 12 janvier 1846), juge puis conseiller à la Cour de cassation, chevalier Zangiacomi et de l'Empire (à la suite du décret le nommant membre de la Légion d'honneur en date du 25 prairial an XII, lettres patentes signées à Bayonne le 26 avril 1808), baron Zangiacomi et de l'Empire (décret du 15 août 1810, lettres patentes signées à Fontainebleau le 27 septembre 1810), grand officier de la Légion d'honneur (1843), D'argent à mouchetures d'hermines, à la champagne de gueules chargée de l'étoile de la Légion d'honneur en date, surmonté d'une branche d'olivier de sinople. |

## Baronnes de l'Empire

### Baronnes attachées auxmaisons impériales
| Figure | Nom de la baronne et blasonnement |
| ------ | --- |
|        | Jeanne-Victoire de Sellon, (7 février 1777 - Genève ✝ 18 février 1849 - Turin), épouse du baron de La Turbie (1758-1814), ministre plénipotentiaire du roi de Sardaigne à Saint-Pétersbourg, chambellan de Napoléon Ier, dame pour accompagner Pauline Bonaparte, princesse Borghèse (1810), baronne de La Turbie de l'Empire (décret du 3 décembre 1809, lettres patentes du 26 avril 1810 (Compiègne)). En 1815, elle épouse en secondes noces le duc Jules Gaspard Aynard de Clermont-Tonnerre. De ses deux mariages, elle ne laisse aucune postérité, D'argent, au vol ouvert de sable, sur le tout de gueules au signe distinct des baronnes attachées aux maisons des princes de notre famille qui est un portique ouvert à deux colonnes d'argent. - Livrées : les couleurs de l'écu. |
|        | Paule Marie Gabrielle Coconito de Montiglione (née le 27 mars 1783 - Casal), veuve de Victor Boniface Solaro, marquis di Villanova, dame du palais de l'Impératrice Joséphine, baronne Solar de Villeneuve de l'Empire (décret du 3 décembre 1809, lettres patentes du 26 avril 1810 (Compiègne)), Parti, au premier d'azur à trois bandes échiquetées de gueules et d'or ; au deuxième coupé au premier d'azur, au deuxième d'argent : sur le tout le gueules au signe distinctif des baronnes attachées à notre maison. - Livrées : bleu, rouge, jaune et blanc. |
|        | Julie Madeleine Sophie Forget (21 novembre 1772 - Paris ✝ 5 juin 1851 - Saint-Denis), veuve Dannery, gouvernante des princesses d'Espagne, baronne Dannery et de l'Empire (décret du 19 mars 1810, lettres patentes de 8 avril 1813, Saint-Cloud), D'azur, au chevron brisé d'or accompagné de trois étoiles, une [deux] en chef et une en pointe du même : sur le tout de gueules, au portique ouvert d'argent qui est le signe distinctif des baronnes attachées aux maisons des princes de notre famille, avec les ornements extérieurs déterminés par nous, consistant en deux palmes d'argent nouées au bas de l'écu par un ruban de gueules. |

### Baronnes, veuves de militaire
| Figure | Nom de la baronne et blasonnement |
| ------ | --- |
|        | Catherine Antoinette Salinguerra de Gayardon de Fenoyl (6 juin 1765 ✝ 18 mars 1839 - chez les religieuses du Sacré-Cœur, à Paris), veuve du sieur Louis, Charles, René de Marbeuf, baronne de l'Empire (décret du 10 avril 1813, lettres patentes du 19 juin 1813, Saint-Cloud). Écartelé au premier et quatrième d'azur à deux épées renversées en sautoir, d'argent ; au deuxième et troisième contre écartelées de gueules et d'or ; sur le tout d'argent à l'épée renversée en pal d'azur qui est le signe distinctif des baronnes veuves de militaires, avec les ornements extérieurs pour nous déterminés, consistant en palmes d'argent nouées en bas de l'écu par un ruban de gueules. |
|        | Marie Joséphine Charlotte Antoinette de Damas (1776 ✝ 21 avril 1847 - Paris), veuve du sieur général Richepance, baronne Richepanse et de l'Empire (décret du 3 décembre 1809, lettres patentes du 9 mars 1810 (Paris)), D'argent ; à la tête de maure de sable, tortillée d'or ; coupée [d'or] à la croix ancrée de gueules (de Damas) ; sur le tout au signe distinctif des baronnes veuves de militaires qui est d'argent à l'épée en pal la pointe basse d'azur. |